# Figuras tumulares da dinastia Tang

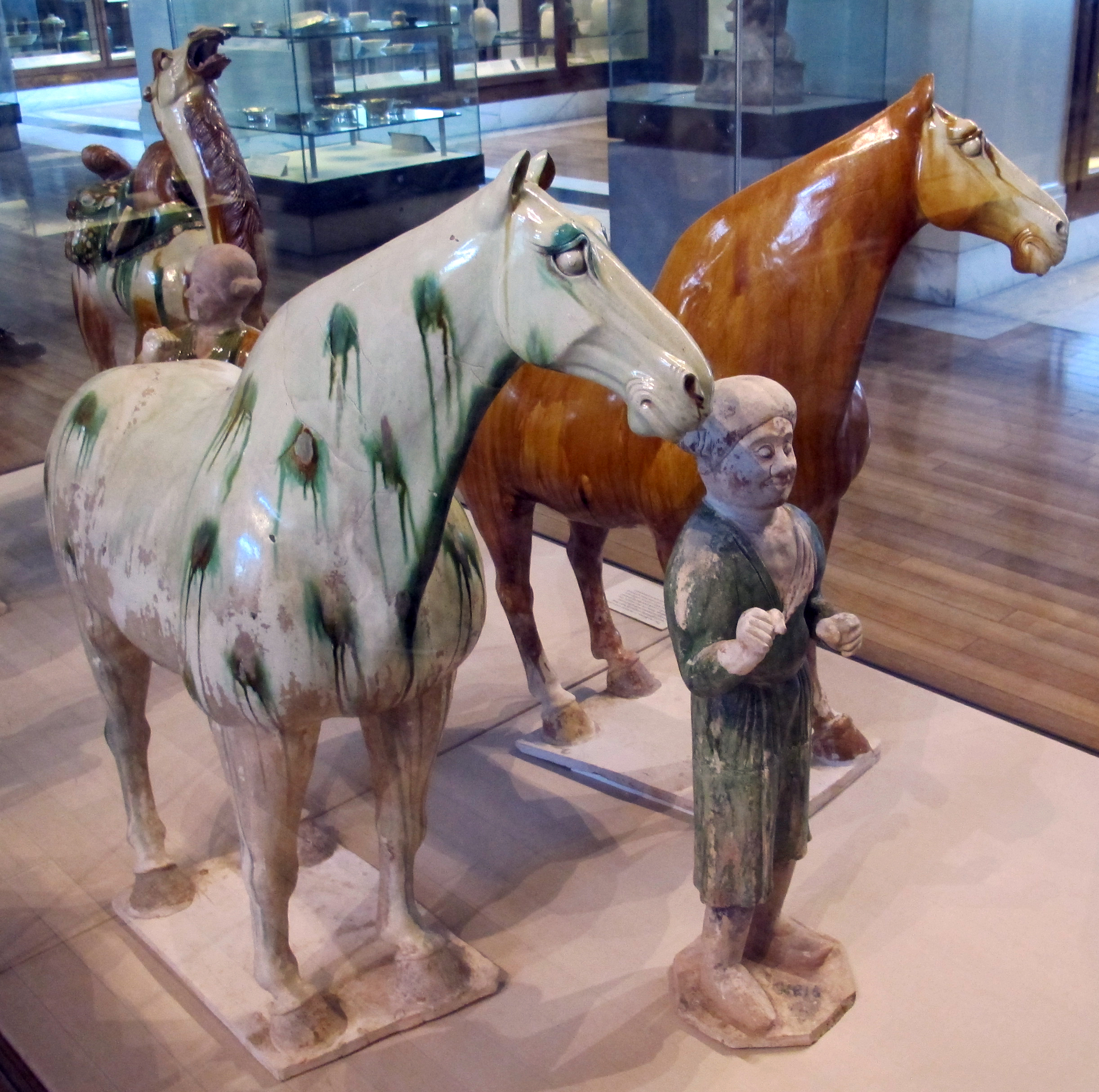
dois cavalos e um cavalariço em sancai –cerâmica vidrada, ~ 728, da tumba do general Liu Tingxun

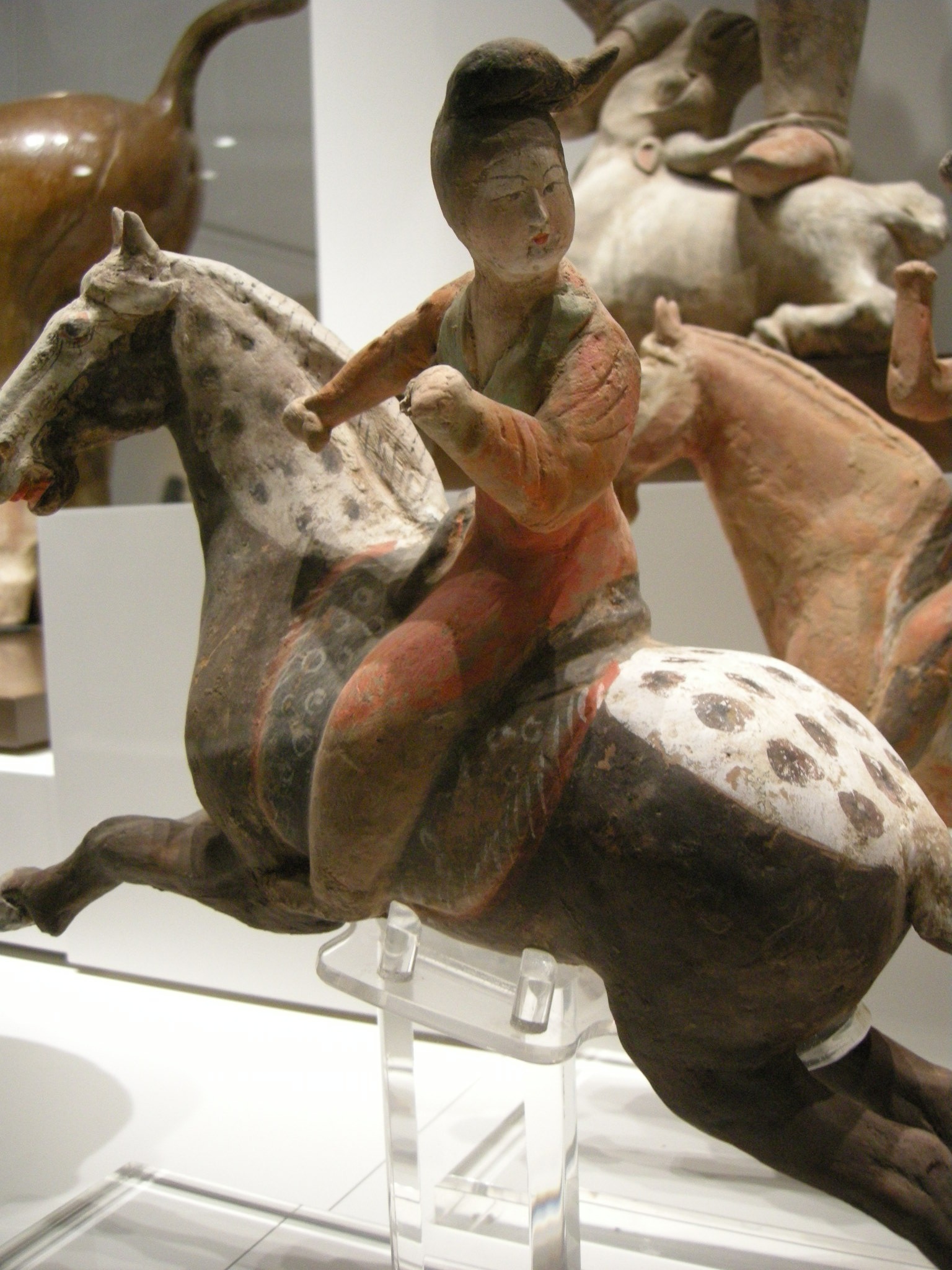
Mulher maquiada travestida jogando polo

As Figuras tumulares da dinastia Tang são figuras de cerâmica de pessoas e animais feitas na dinastia Tang da China (618-906) como bens pessoais para serem colocadas em túmulos. Havia uma crença de que o que fosse representado nas figuras se tornaria disponível a serviço do e geralmente pintada, embora nem sempre sobre toda a figura, nem em locais lógicos.  Muito dos eventuais coloridos não sobreviveram ao tempo, mas em mutos casos se usava a técnica de sancai ("três cores") vidradas, o que geralmente durava mais.
As figuras, chamadas mingqui em Chinês, eram muitas vezes servos, soldados (em túmulos masculinos) e atendentes como dançarinos e músicos, com muitos sem dúvida representando cortesias. Nos enterros de pessoas de alto nível, pode haver soldados e oficiais também. Os animais são, na maioria das vezes, cavalos, mas há número surpreendente de dois camelo-bactrianos e seus consutores, distinguidos por barbas e cabelos grossos, e suas características faciais. As representações são realistas em um grau sem precedentes na arte chinesa, e tais figuras dão aos arqueólogos informações muito úteis sobre a vida sob os Tang.  Há também figuras de imaginário e monstruosos" espíritos da terra" e do temível humano Lokapala (ou  tian wang ), ambos geralmente em pares e agindo como guardiões do túmulo para repelir ataques de espíritos e humanos.   Conjuntos dos doze animais imaginários do horóscopo chinês também são encontrados, geralmente não esmaltados.
As figuras representam um desenvolvimento de antigas tradições de figuras de túmulos chineses, e as figuras Tang elaboradas em vidrado estão restritas ao norte da China, em grande parte às áreas ao redor das capitais. Elss "virtualmente desaparecem" a partir de 755, quando a altamente perturbadora Rebelião de An Lushuan começou, que provavelmente afetou os fornos de fabricação dessas peças em Henan e Hebei, bem como a sua clientela de elite.  Essa tradição, porém muito diminuída, continuou em dinastias posteriores até a Ming. O uso de figuras em cerâmica vidrada sancai ficou restrita ao uso nas classes superiores, e a produção foi controlada pela burocracia imperial, mas um único túmulo de um membro da família imperial pode conter muitas centenas de tais imagens.
Predefinição:Br

## Contexto e significados
Mil anos antes das figuras de Tang, o túmulo do Marquês Yi de Zeng (cerca de 433 a.C.) continha os corpos de 22 músicos, bem como os instrumentos que eles tocavam. Traços de figuras de madeira vestindo têxteis são conhecidos por datas semelhantes, e o Exército de Terracota do Primeiro Imperador (Qim) é famoso; Seu funeral também envolveu o assassinato e enterro de muitos criados e animais, incluindo todas as suas concubinas sem filhos. Os túmulos escavados conhecidos da Dinastia Han trouxeram o conhecimento sobre figuras de cerâmica ou cerâmica ali contidas, que eram muitas vezes grupos de soldados, bem menores do que o tamanho natural, encontradas nos túmulos de comandantes.  Mesmo nas mais baixas classes sociaisl, objetos  de cerâmica representando casas e animais eram muito comuns e continuaram no Tang. Quando a dinastia Sui (curta duração) foi efetiva (581-618), o padrão das figuras do estilo do túmulo de Tang foi essencialmente estabelecido, embora a policromia de sancai não apareceu até a era Tang.

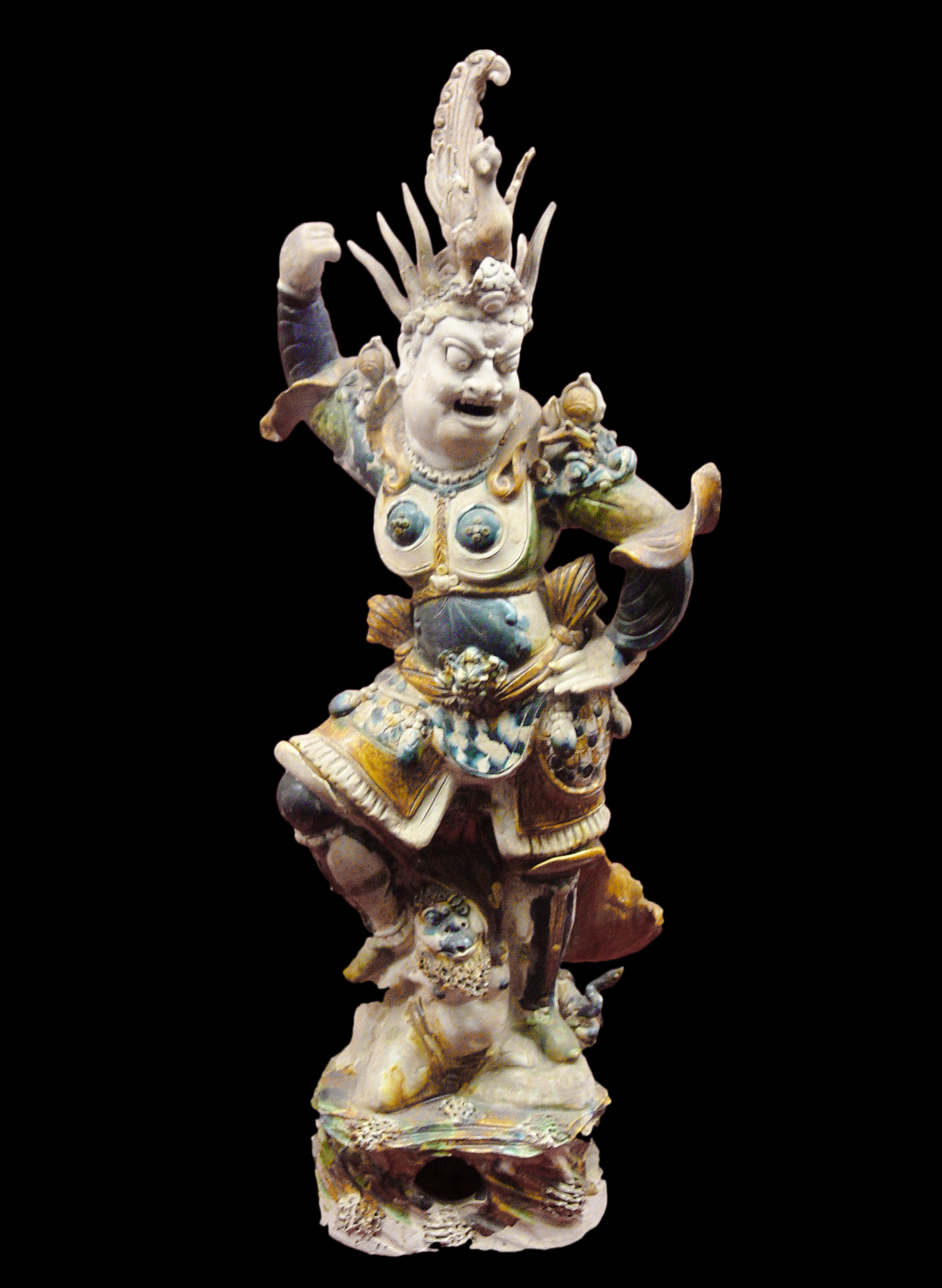
Figura de guardião Lokapala

O tamanho e a quantidade de figuras numa sepultura dependiam da classificação social do falecido, assim como quantas estavam esmaltadas. Os servos e os animais de fazenda eram frequentemente vitrificados, pintados ou em barbotina em branco ou marrom no caso de animais.  As figuras desfilavam em carrinhos como parte da procissão de um funeral. Elas eram então alinhadas fora do túmulo antes que o esquife fosse levado para dentro. Uma vez este estando no lugar, as figuras eram levadas dentro do túmulo e arrumadas, muitas vezes ao longo do caminho inclinado de acesso para a câmara de enterro mortuária ou numa ante-câmara para as imagens. Em grandes túmulos havia nichos nas paredes para que ali elas ficassem.
Até os últimos anos, a maioria das peças provinha de escavações que não eram feitas por arqueólogos, havendo assim falta de conhecimento do contexto das peças. O importante túmulo da princesa Tang Li Xianhui (ou Yongtai) de 705 foi descoberto em 1960 no complexo imperial do Mausoléu Qianling Mausoleum e profissionalmente escavado a partir de 1964, o primeiro de uma série de escavações de grandes túmulos , embora outros tenham sido deixados deliberadamente sem perturbações. Foram roubados no passado, provavelmente logo após o enterro, itens em materiais preciosos, mas os ladrões não haviam se interessados nos 777 esmaltados e pintados e nas cerca de 60 figuras vidradas (agora principalmente estando no Museu de História Shaanxi) . Esses eram principalmente em "fileiras sólidas" em nichos dispostos fora do longo caminho da entrada inclinada.
As grandes tumbas foram concebidas como "um paraíso personalizado que espelha os melhores aspectos do mundo terrestre", tendo nas bordas com estátuas de pedra devidamente ministradas por sacerdotes em templos e altares ao redor do túmulo. Os subterrâneo também continham extensos afrescos com representações pintadas dos mesmos tipos de figura que a cerâmica e as imagens mostravam. Os dois meios de comunicação serviram para juntos recriar uma geografia do palácio evocando a residência e o estilo de vida do falecido antes da morte. A rampa de entrada recriou a aproximação de um grande palácio, as secções com afrescos e nichos figurais que refletiam os vários recintos e pátios dos complexos do palácio da realeza Tang. Nichos com cavalos e cavalariços estavam mais próximos da entrada do que aqueles com músicos e damas da corte; Os nichos eram tipicamente flanqueados por afrescos de atendentes responsáveis por essa área. Isso foi imaginado tanto da câmara do túmulo para fora como da entrada do túmulo para o interior; Apesar dos conceitos chineses do Inferno e do Paraíso, acreditava-se que o espírito do falecido continuasse a habitar e vagar pelo túmulo, e a intenção era fornecer instalações adequadas de todos os tipos.  Na verdade, dentro de complexos de túmulos como o complexo do Mausoléu de Qianling, foram previstas visitas dos próprios falecidos aos túmulos vizinhos da família imperial, acompanhadas de enormes procissões, pois cavalos de cerâmica selados aguardavam a comitiva, para visitas ou até caça.

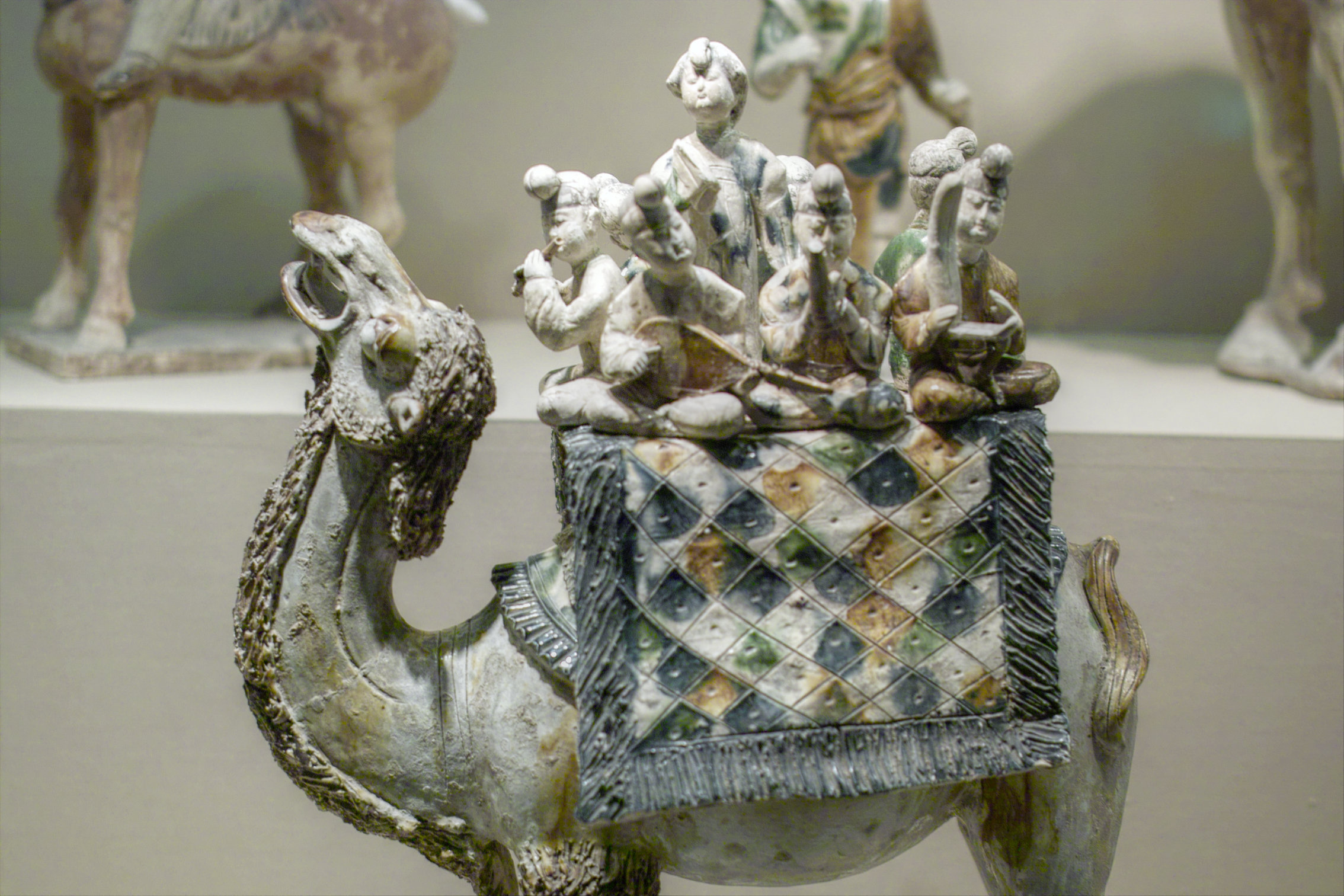
Banda de músicos montada num camelo

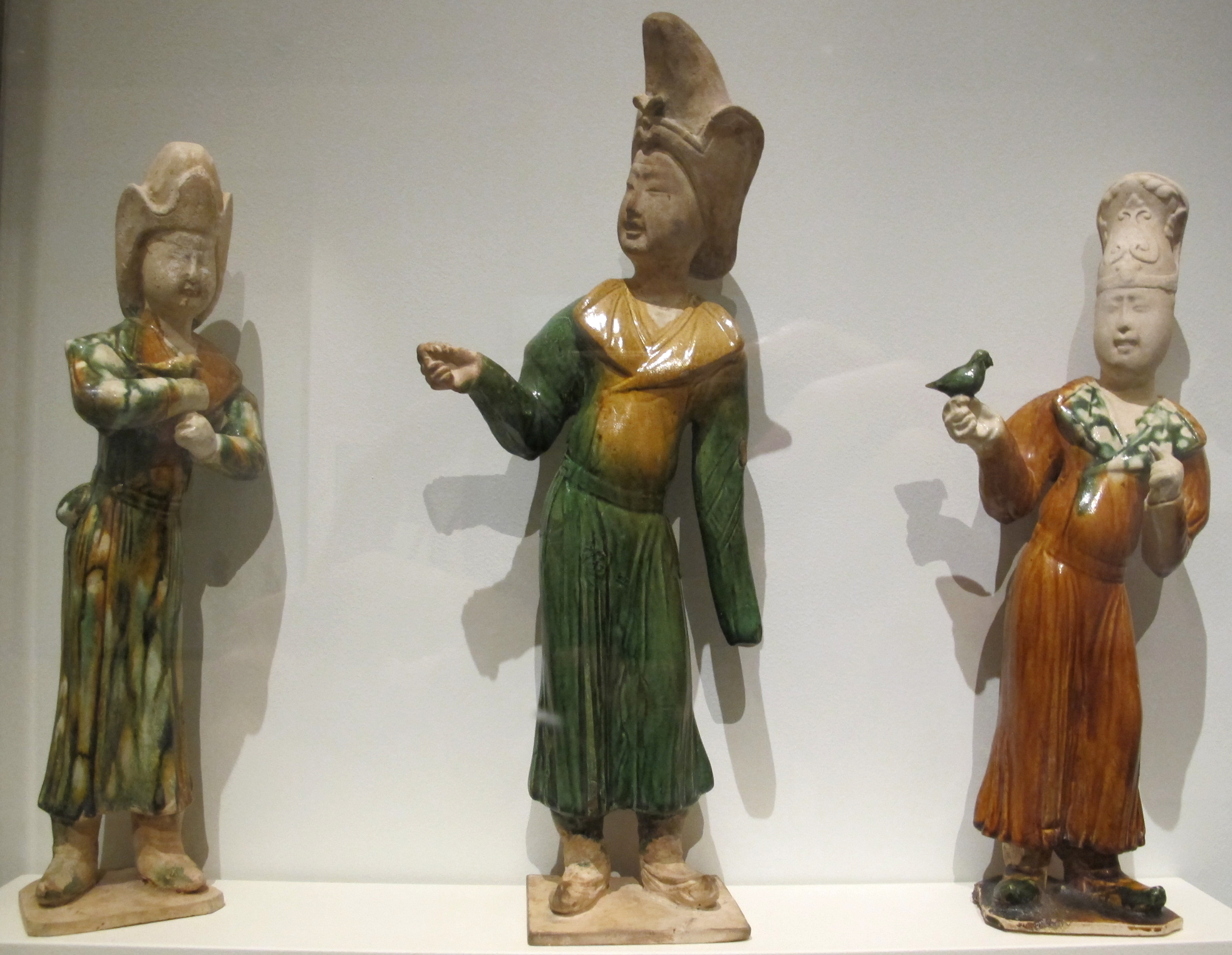
Três falcoeiros em sancai

## Aspectos técnicos
O tamanho das figuras varia consideravelmente, de cerca de 10 a 110 centímetros de altura para uma figura humana em pé, e cerca de 55 a 120 ou mais para os maiores tipos, os animais e os guardiões. Figuras de diferentes escalas geralmente estavam misturadas dentro dos túmulos, dependendo do status das pessoas ou animais representados. Há alguma indicação de que figuras esmaltadas e não esmaltadas podem ter sido feitas em diferentes fornos.  As estatuetas são de baixo teor de barro, uma vez que a força e a durabilidade não eram necessárias. O corpo de argila desbotava para uma cor "esbranquiçada", com exceção de um grupo menor de peças menos avermelhadas, normalmente cobertas com uma camada de cerâmica mole.
As figuras são moldadas, geralmente em várias peças, com a cabeça sempre feita separadamente, como também ocorria com os animais maiores na maioria das vezess. As várias peças eram juntadas antes de irem ao forno, com a oportunidade de variar figuras idênticas juntando as cabeças em ângulos ligeiramente diferentes. A argila costumava ser trabalhada à mão, cimentando pequenos detalhes extras e texturas, e às vezes se trabalhava na superfície com ferramentas. Nessas figuras uma linha comum que corre até o lado do corpo pode ser vista.  Nos dois tipos de figuras de guardiões, por uma razão desconhecida, as cabeças de cavalos se dirigem à frente ou viradas para a esquerda, quase nunca se voltando para a direita.
Quando o trabalho de argila ficava concluído, uma camada de cerâmica branca era aplicada sobre o todo. O esmalte era adicionado à figura antes da queima no forno. As figuras menores podiam levar um esmalte claro ou ligeiramente amarelo. Nas grandes, o esmalte era muitas vezes mantido fora do rosto e as mãos, que eram pintadas depois da ida ao forno. Figuras das era Sui e Tang precoce normalmente levavam um esmalte transparente antes que o sancai fosse usado.  A aplicação dos esmaltes coloridos podia ser muito variável; em muitas peças, as cores eram cuidadosamente aplicadas em diferentes partes das figuras, mas em outras "eram espirradas sem consideração pelo design ou contorno". Um azul cobalto foi adicionado à paleta  sancai  durante o período e pelo menos um cavalo é parcialmente colorido azul.  Algumas figuras teriam elementos em madeira, como armas, bastões de polo ou rédea de corda para cavalos e camelos, itens esses que não sobreviveram.

## Estilo

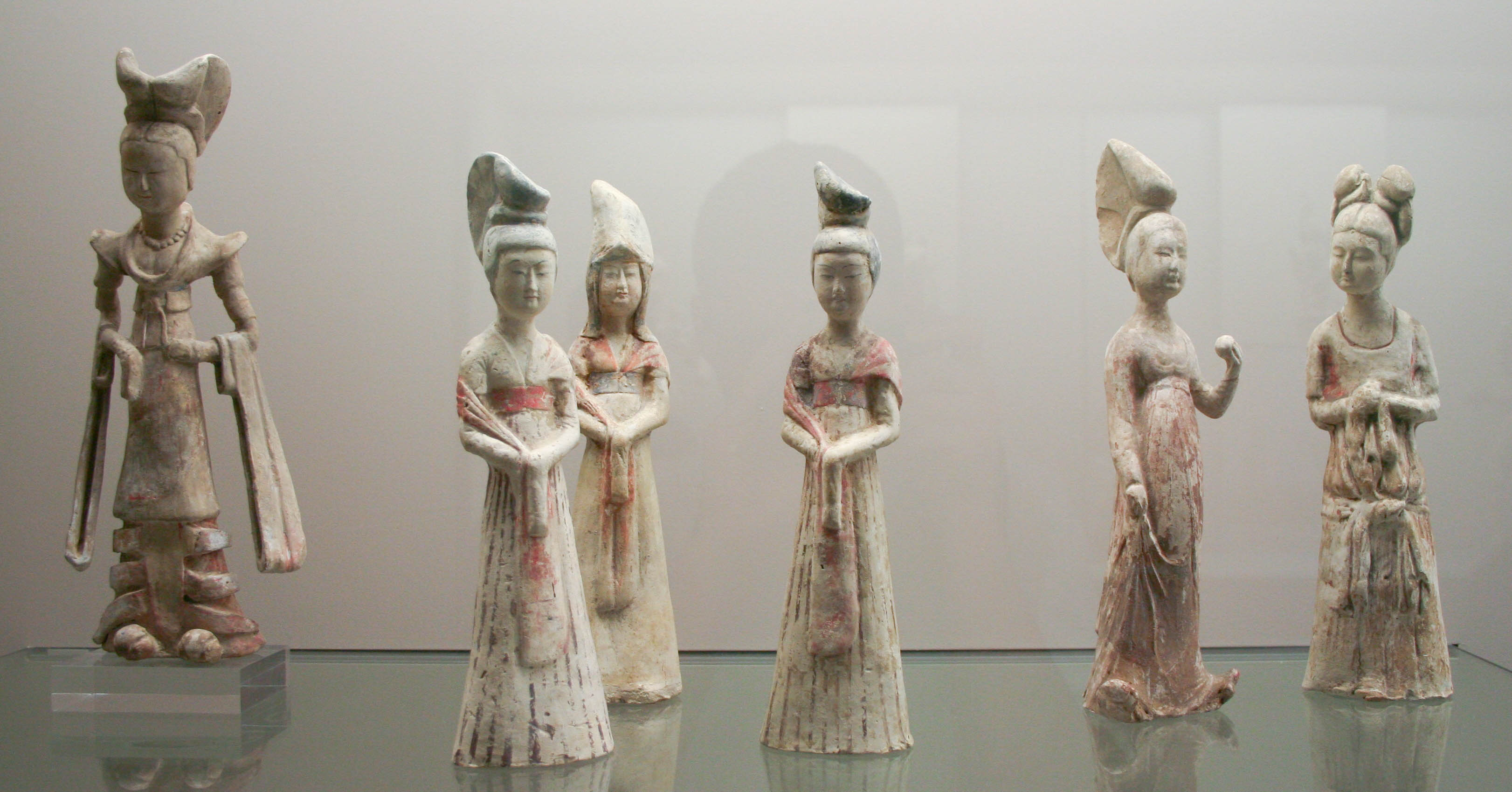
Grupo de serviçais femininas em trajes da moda

O melhor período dessas figuras durou apenas cerca de 50 anos, durante a Rebelião de Lushan de 755, um período de inovação, um realismo sem precedentes e um interesse em mostrar tipos psicológicos em vários meios de expressão da Arte chinesa.  As figuras compartilham com a escultura monumental budista as convenções desse período, derivadas de mais a oeste na china, ao mostrar "detalhes apropriados de músculos que ainda se afastam da realidade em muitos pontos". As figuras do cavalo refletem o mesmo ideal visto nas pinturas contemporâneas, sendo incerto em que meio esse tipo surgiu.
Com exceção das figuras do Zodíaco, que também foram o único tipo a aumentar em popularidade após o Tang, as estatuetas estão "mais intimamente relacionadas às atitudes metropolitanas e budistas do que aos aspectos mágicos das crenças rurais e um padrão de comportamento governado por superstições ou crenças xamãss das comunidades agrícolas locais ", que em parte responde pela falta de retorno após os anos 750, junto com a preferência por novos tipos de bens usados em sepulturas.

## Colecionadores

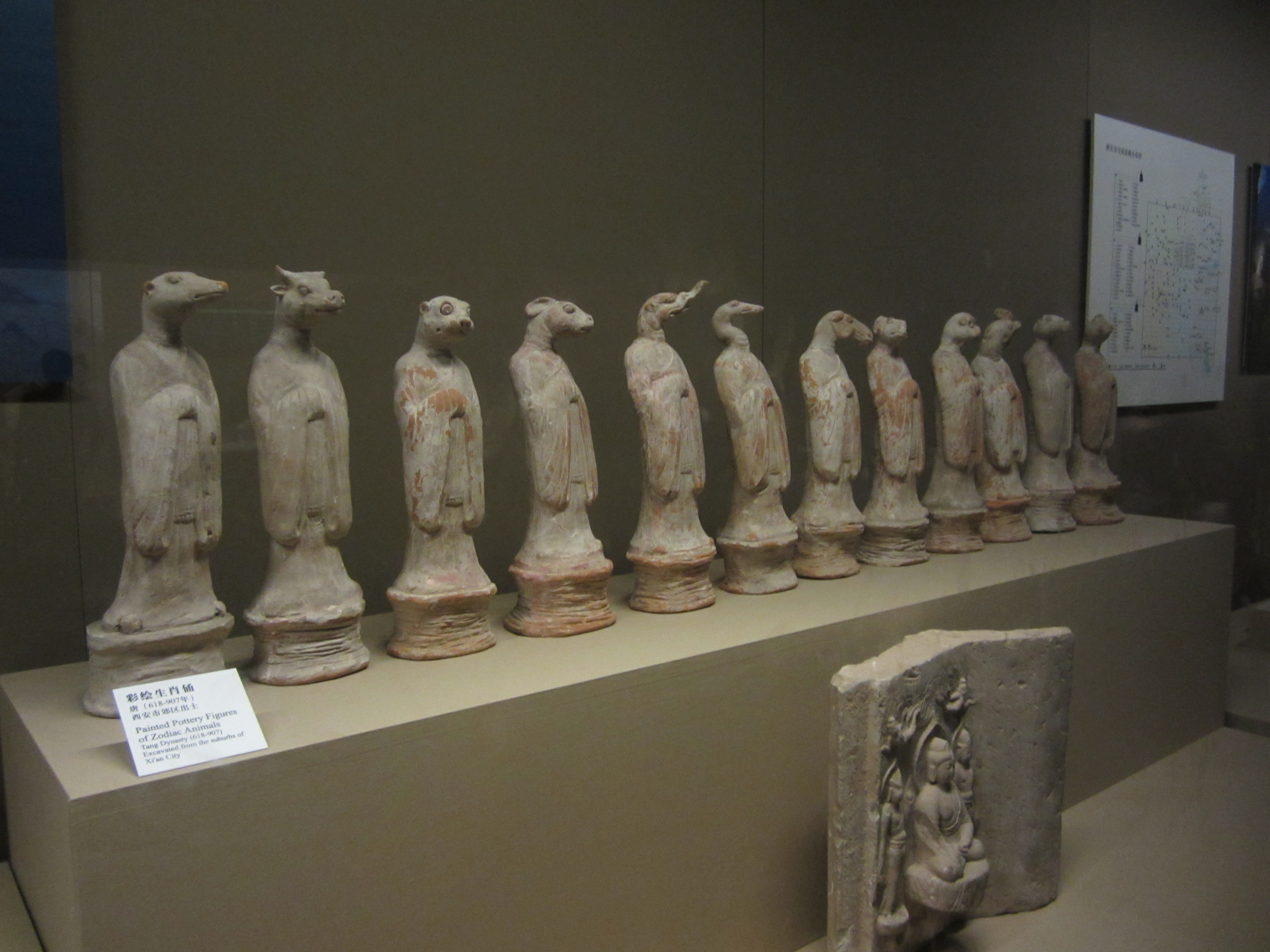
Conjunto de figuras do Zodíaco Chinês

As figuras de Tang não eram de muito interesse para os colecionadores chineses mais tradicionais de cerâmica, e ainda são relativamente pouco coletadas por especialistas chineses porque são feitas especificamente para uso em enterros e, portanto, consideradas desafortunadas; No entanto, há exposições populares nos museus chineses. Elss se tornaram extremamente populares entre colecionadores ocidentais da década de 1910, especialmente figuras de cavalos, em parte porque se harmonizaram bem com a arte e a decoração ocidentais modernas. Em 1963, Gerald Reitlinger poderia escrever que "nenhum “Mayfair” está completo sem um camelo Tang".  Os preços, que atingiram o máximo de cerca de £ 600 por figura no início da década de 1920, caíram nos anos 30 e 40, mas aumentaram acentuadamente na década de 1960, com um preço de leilão recorde em 1969 de £ 16,000 por uma estatueta de cavalo.
A partir do final da década de 1990, percebeu-se que havia um grande número de falsificações no mercado, e também houve um aumento nas novas descobertas à medida que a construção na China cresceu. O mercado foi atingido pelo aumento da oferta, coincidindo com uma queda de moda desses itens. Por todas estas razões, as figuras não tiveram um enorme aumento dos preços da arte chinesa desde a década de 1990, mesmo sendo sua venda impulsionada por colecionadores chineses. O preço recorde de um cavalo dessa arte permanece em £ 3.740.000, numa venda pelo “British Rail Pension Fund” em Sotheby's em 1989. Em 2002, o revendedor que vendeu tal peça ao fundo de pensão na década de 1970 disse que pensava que em 2002 seria "sortudo" "para atingir um preço de £ 1 milhão.

## Tipos de figuras
O grupo de 13 figuras do túmulo da dinastia Tang de Liu Tingxun - um general que morreu em 728 - representa um grupo fino das figuras principais habituais, tudo em  sancai . Há quatro guardiões do túmulo e pares de funcionários (todos estão em escala semelhante), cavalos e camelos, além de três noivos, este grupo em uma escala consideravelmente menor.

### Mulheres
As primeiras figuras, do século VII, são "bastante simples e menos bem executadas do que as mais recentes".  As mulheres são altas e magras, enquanto que, já em meados do século VIII, as figuras robustas tornaram-se a norma, com rostos que são "gordurosos, pesados e de expressão vazia". Sugeriu-se que essa mudança de gosto foi provocada pela famosa concubina imperial Yang Guifei, que tinha uma figura mais cheia, embora pareça ter começado por cerca de 725, when she was a child.
Havia imagens de grupos de mulheres como dançarinas ou em pequenas orquestras musicais. Havia grupos de mulheres sentadas que parecem estar se embelezando. Mais raramente, há mulheres cavaleiras e jogadoras de polo, que usam roupas masculinas, o que era habitual para as mulheres de Tang e aparentemente uma moda na capital em outras ocasiões.  Foi um período de uma liberdade incomum para mulheres na China, e as figuras refletem isso.

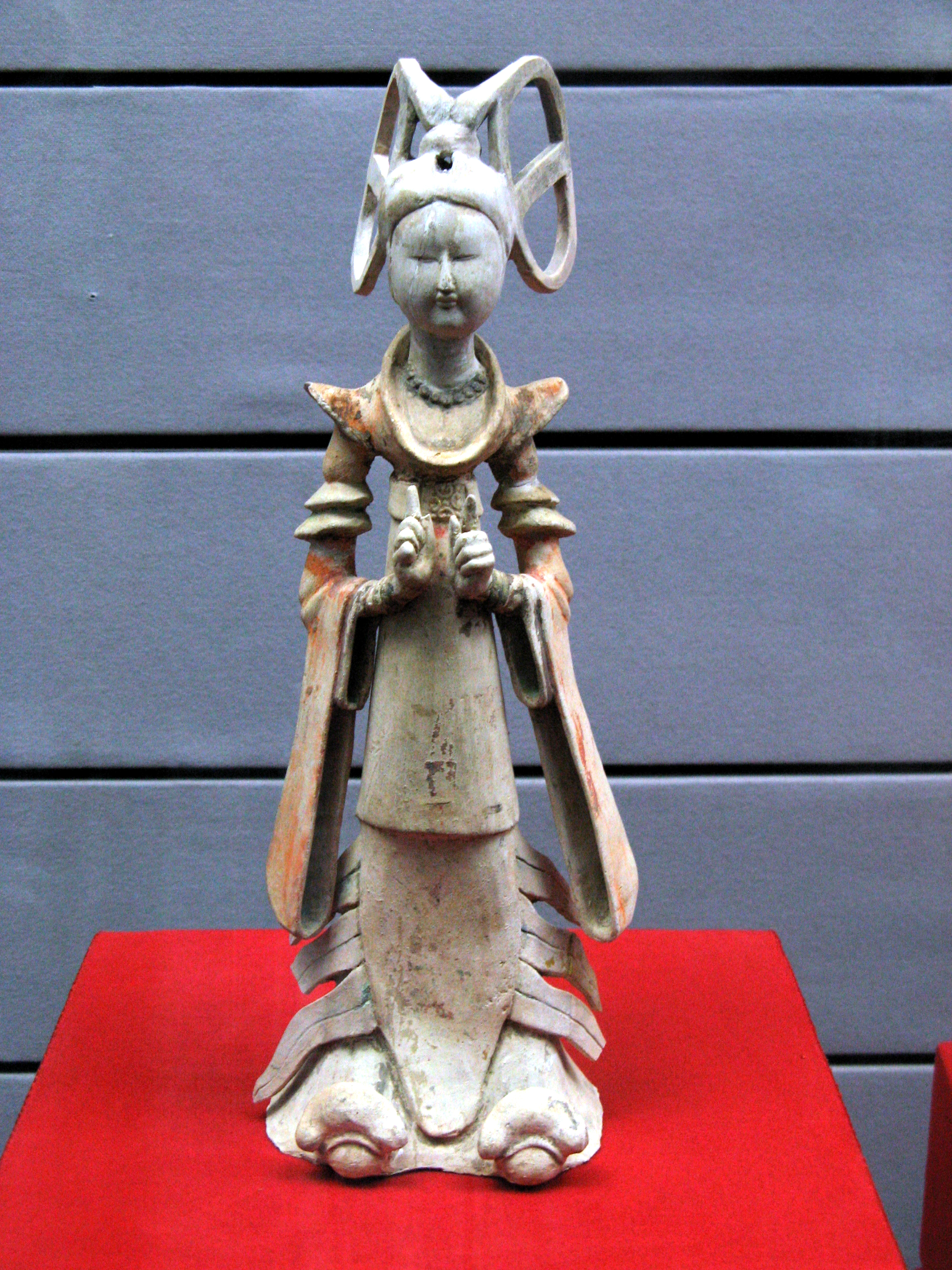
Assistente feminina elegantemente vestida. tipo delgado
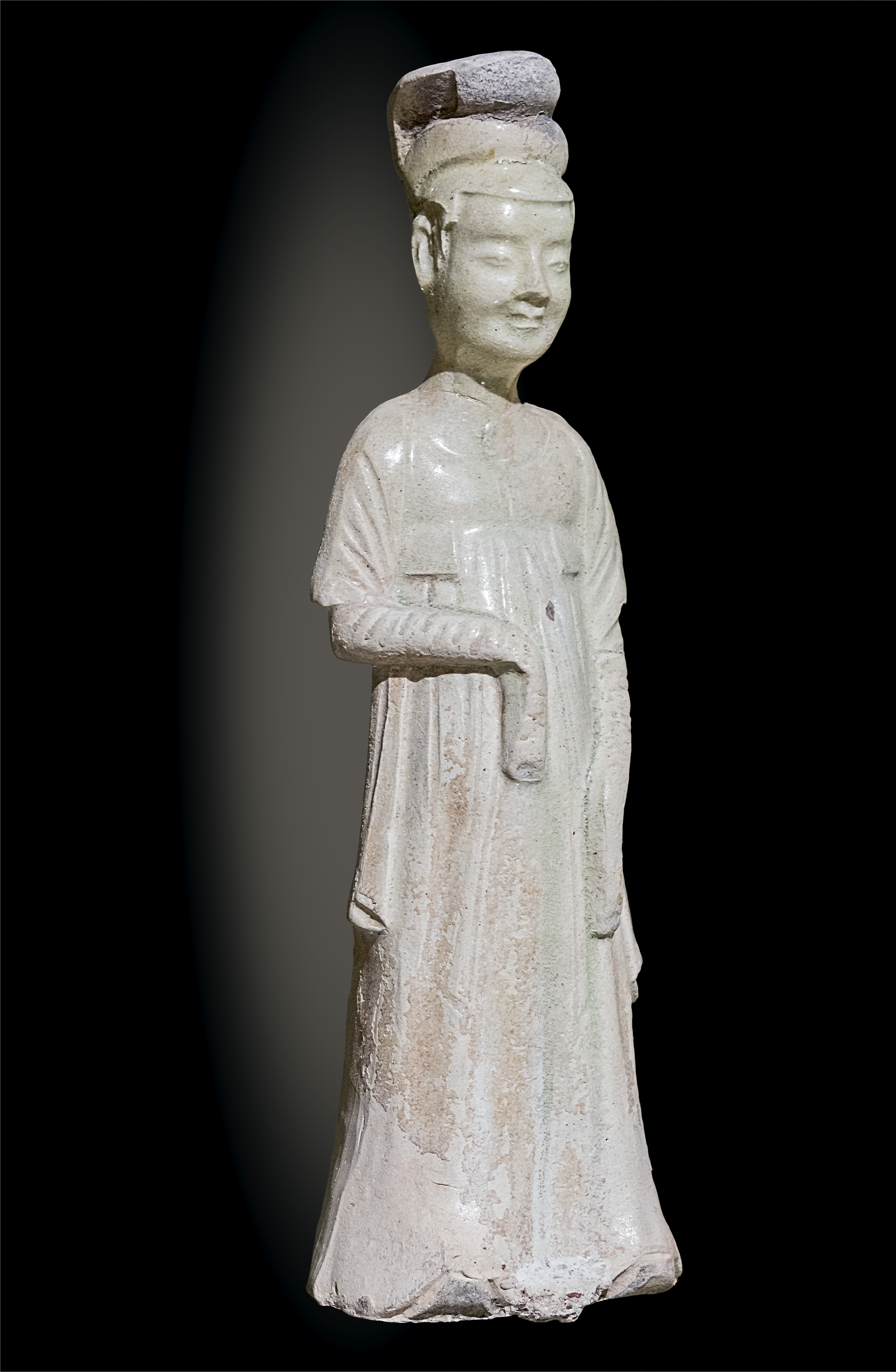
Dançarina – em branco vitrificado
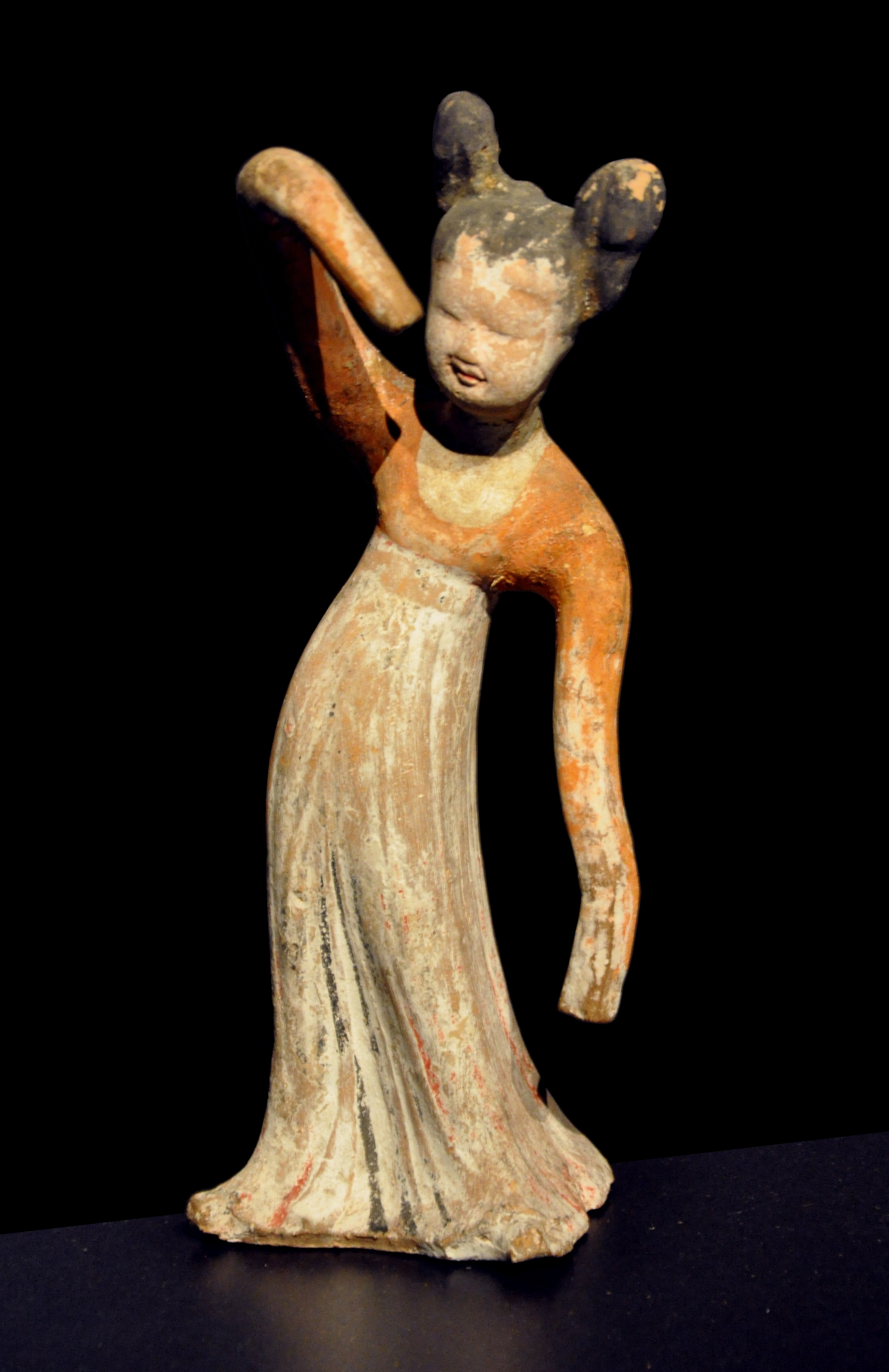
Dançarina, com pintura não curadaque  sobreviveu excepcionalmente bem
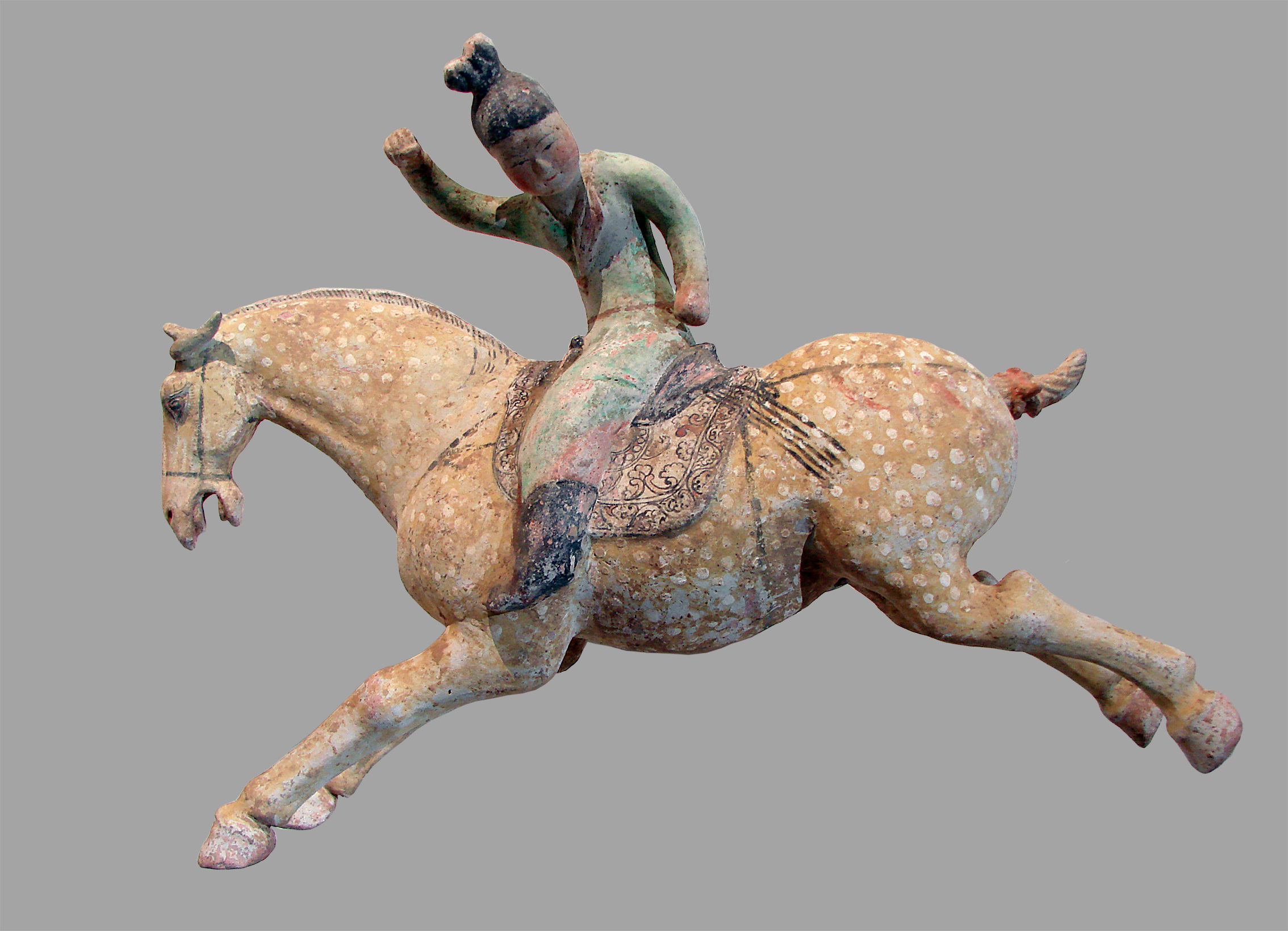
Jogadora de pólo
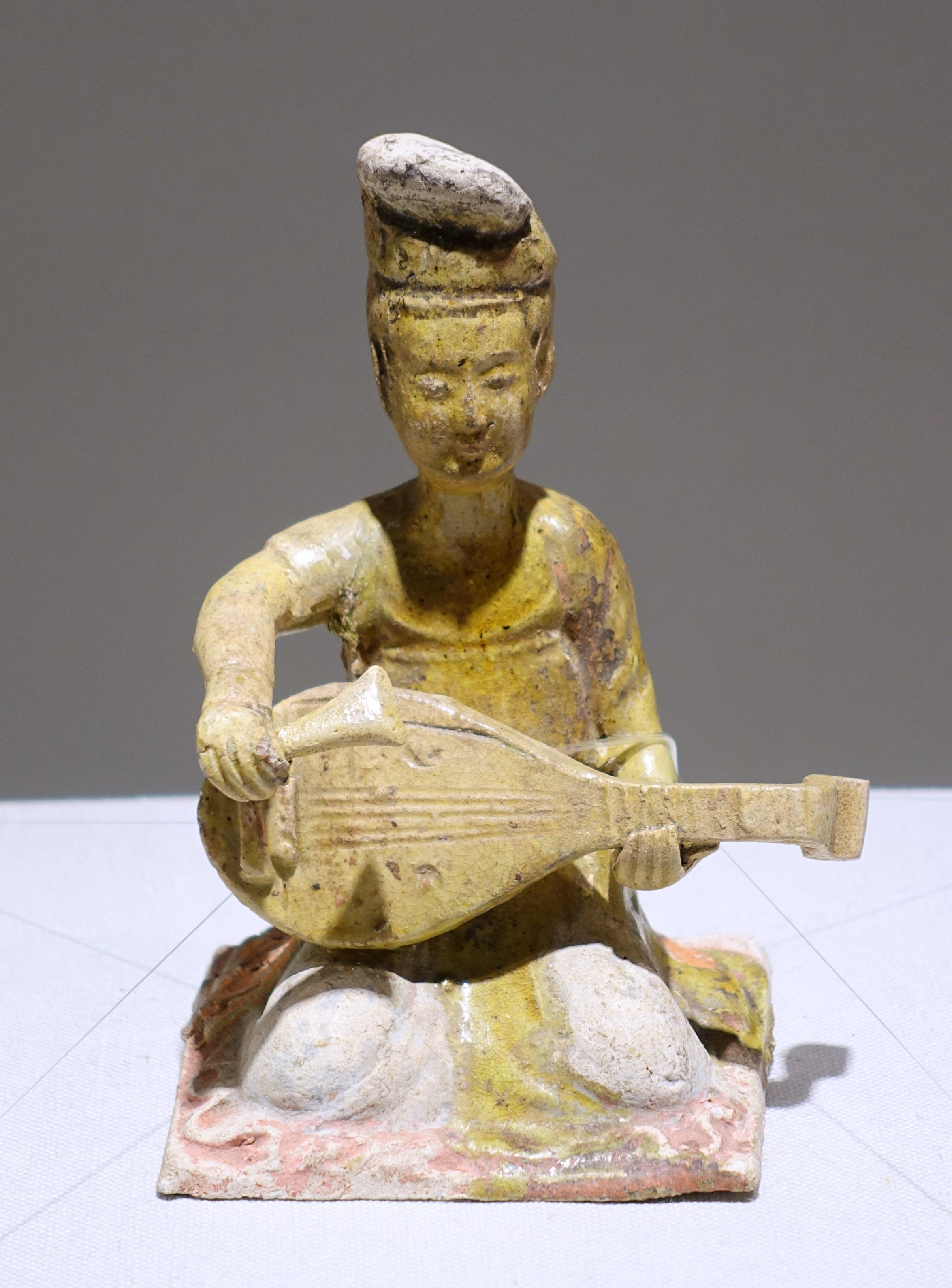
Um dos grupos de musicistas sentadas
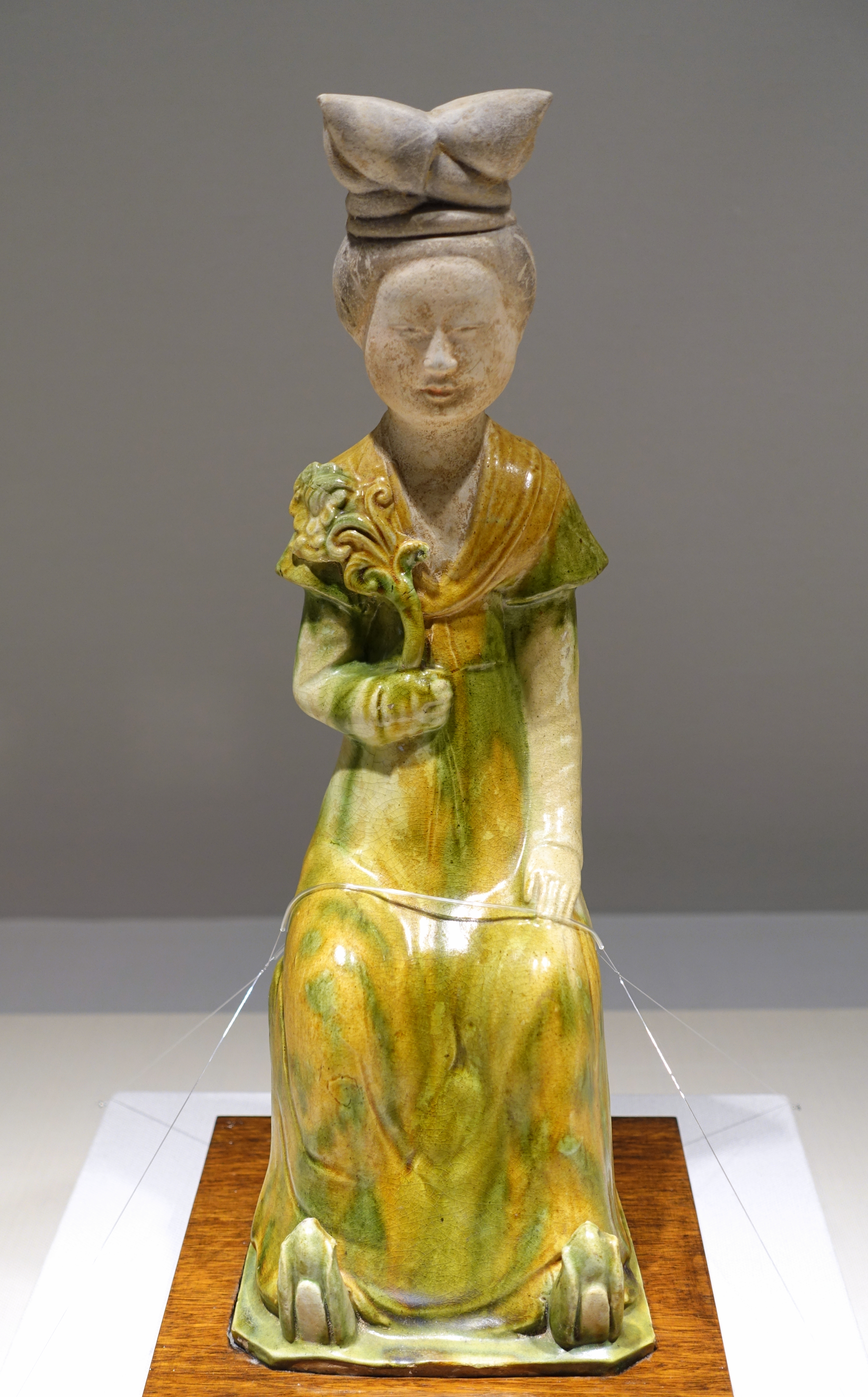
Senhora da corte, século VIII
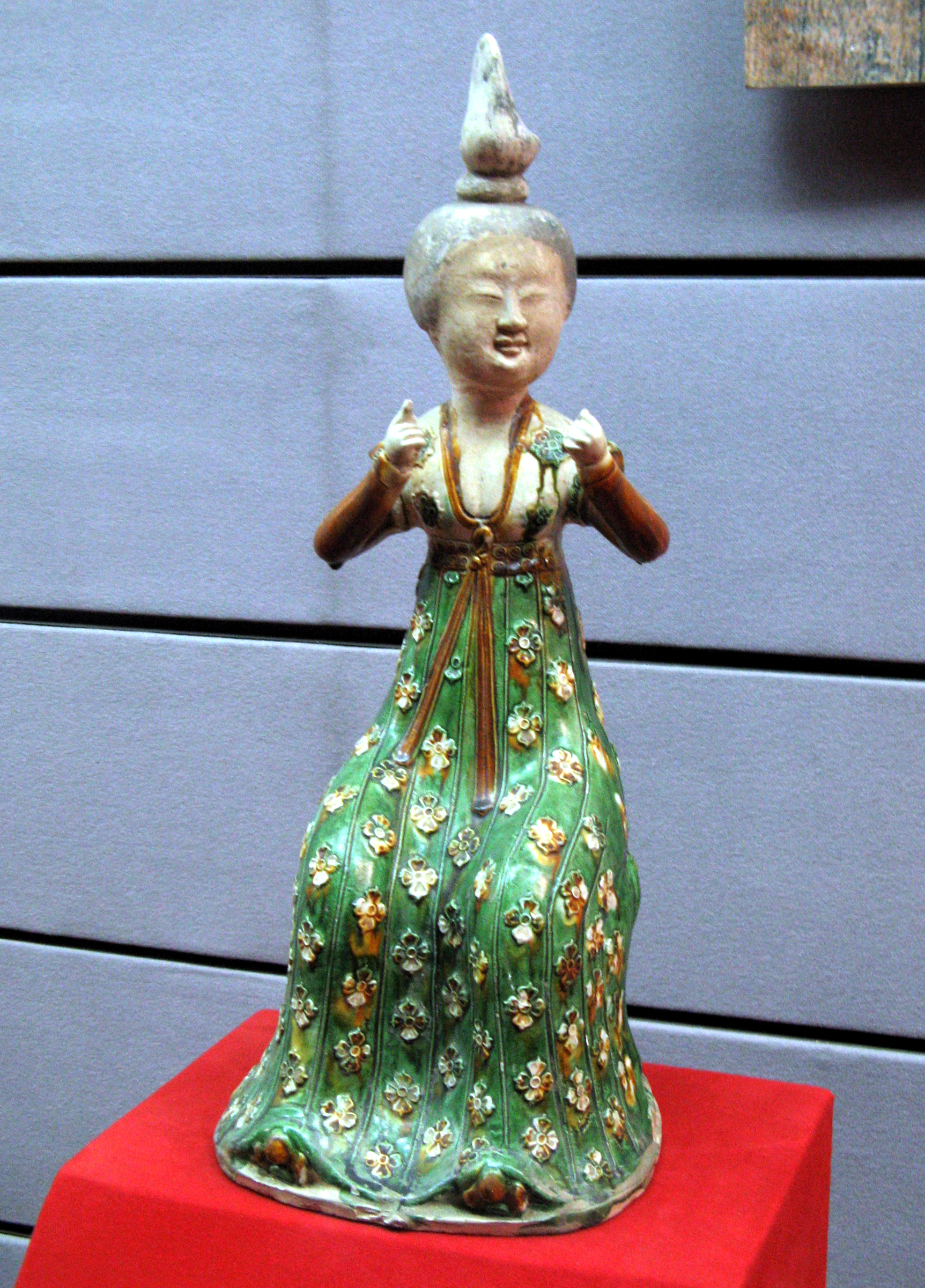
Dama da corte com elaborado vestido

### Homens
Sociedade Tang, pelo menos em Chang'na, a capital, era muito cosmopolita, e tirou muito da sua prosperidade da Rota da Seda. Os estrangeiros vindos mais do ocidente parecem ter sido comumente criados, em particular como valetes para cavalos e condutores dos camelos que eram a principal forma de transporte nessa Rota da Seda. A arte de Tang gostava de retratar figuras estrangeiras, geralmente homens, com características padrão para seus rostos e roupas; tipos Persas e Sogdianos podem ser distinguidos, ambos com grandes barbas espessas e expressões frequentemente severas e vigorosas.  Essas figuras às vezes contêm elementos claros de caricatura. 
As figuras masculinas recebiam muitas vezes mais representações variadas e ativas, sendo mais trabalhadas e com mais detalhes do que as das mulheres, mas são mais difíceis de serem datadas, já que as mudanças no vestuário feminino não eram compatíveis com aa da moda masculina. Além de muitos tipos de criados, há oficiais militares em armaduras, funcionários e, por vezes, embaixadores estrangeiros.  A função dos funcionários burocráticos era apresentar as defesa do caso do falecido junto ao feroz Yama (tradição da Ásia Oriental) juiz da vida após a morte.

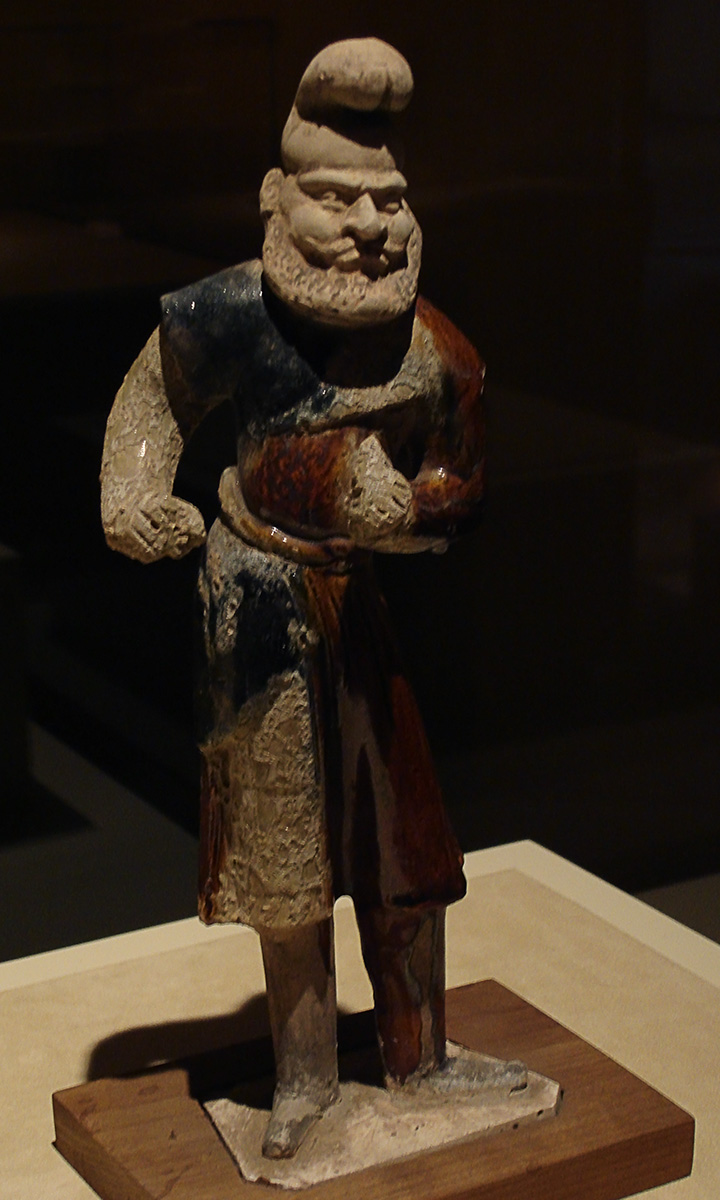
Sancai figura de um estrangeiro com tampa persa
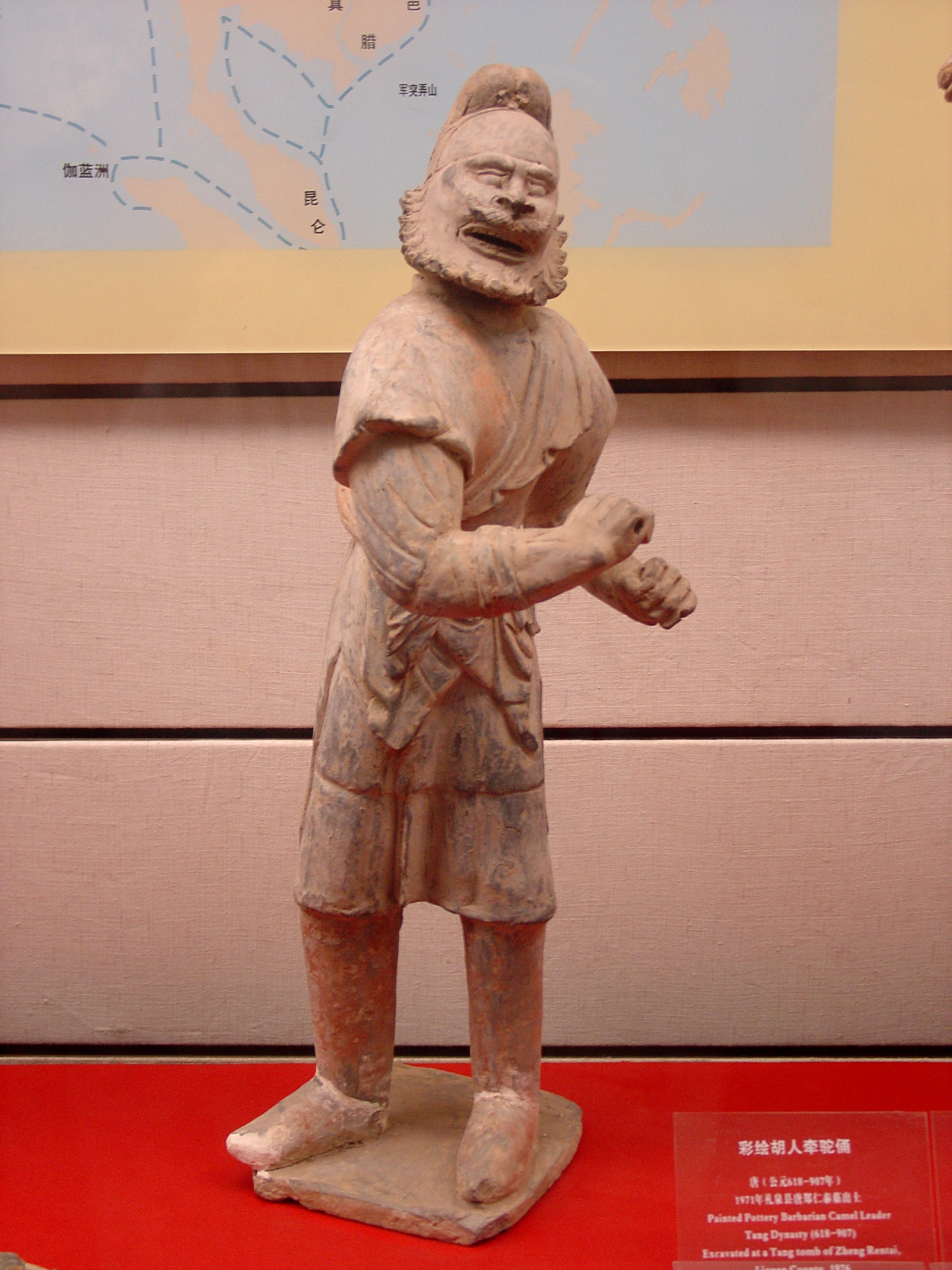
" Líder de camelo - bárbaro "
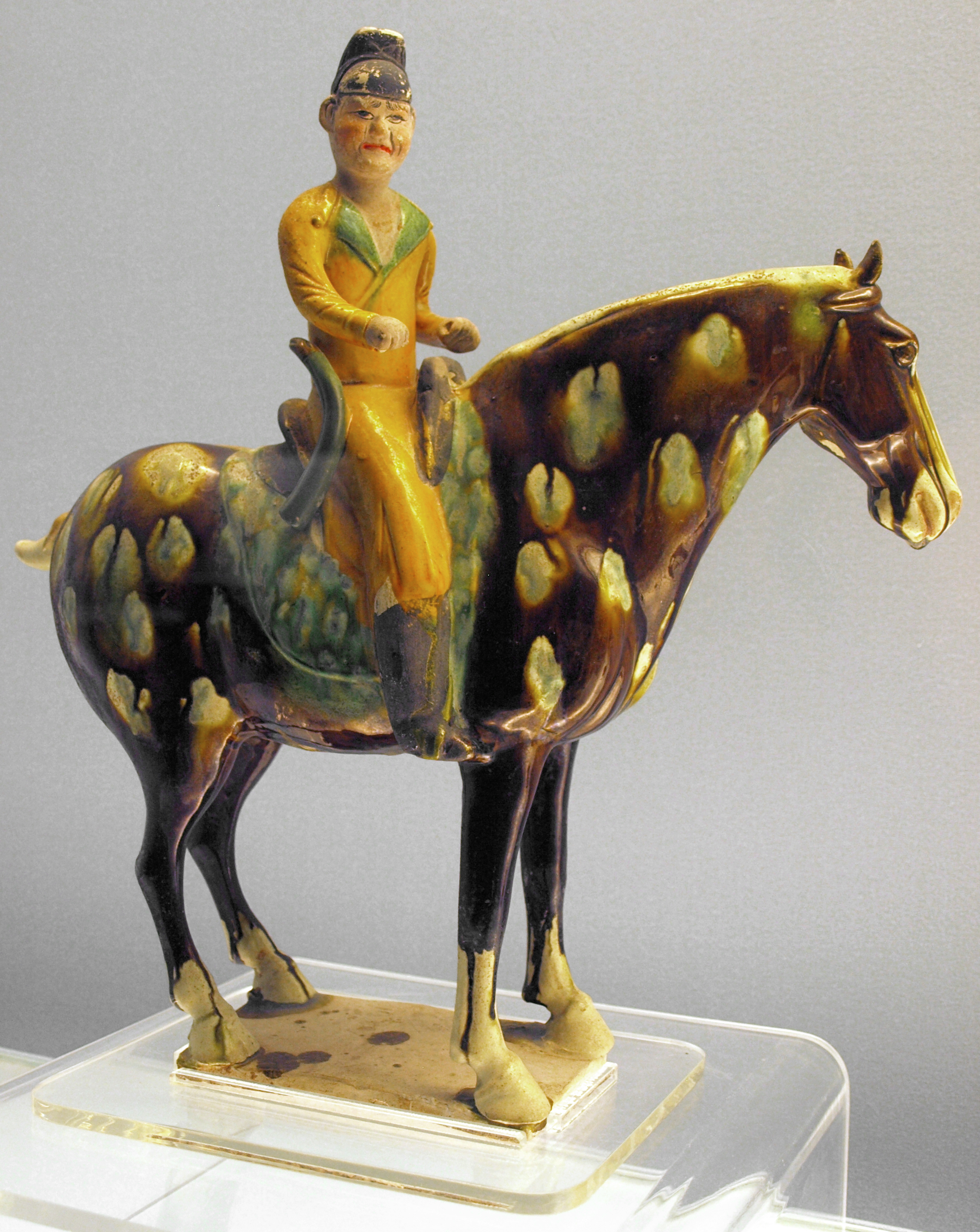
Cavalo com cavaleiro
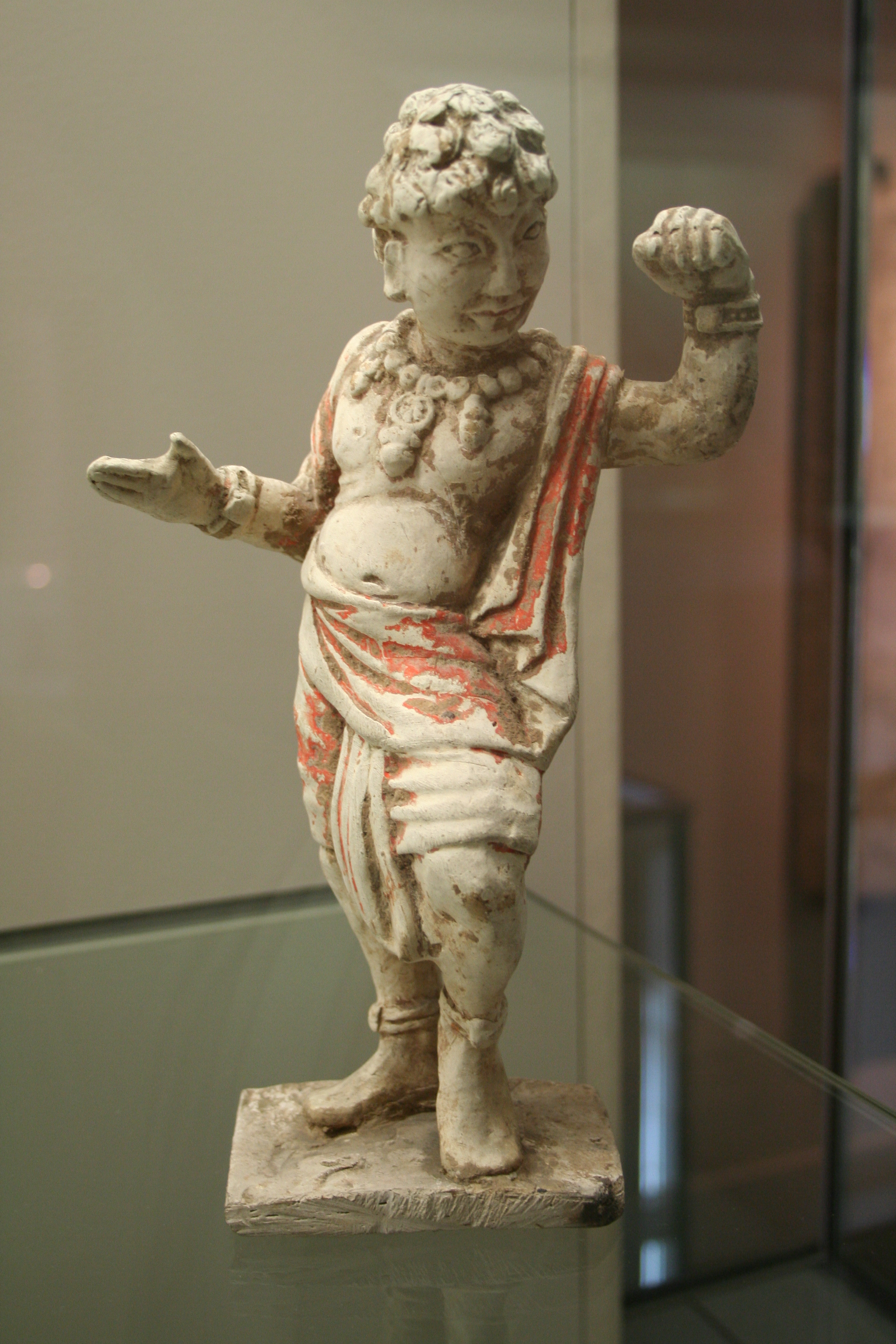
Foreign dancer
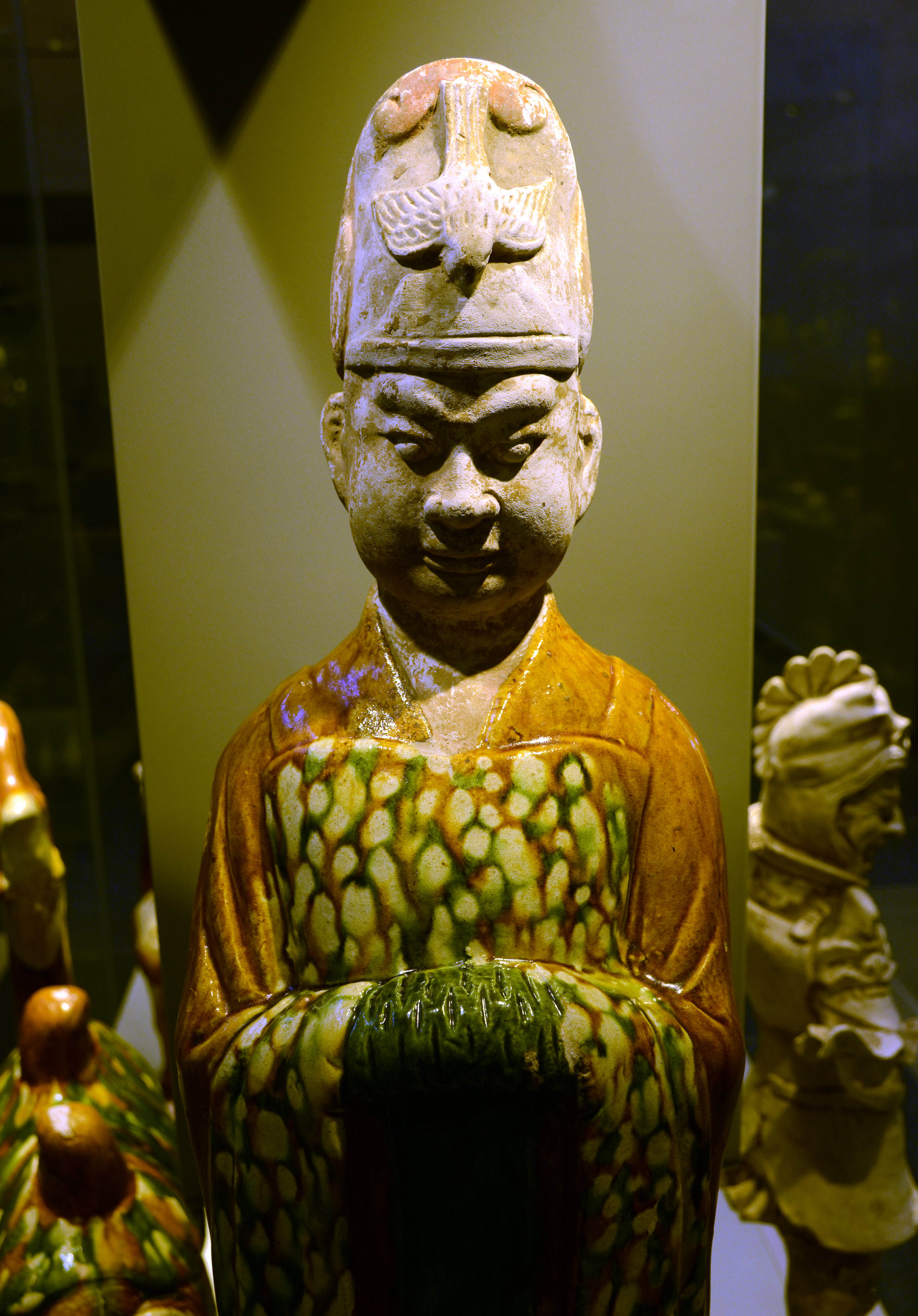
Oficial
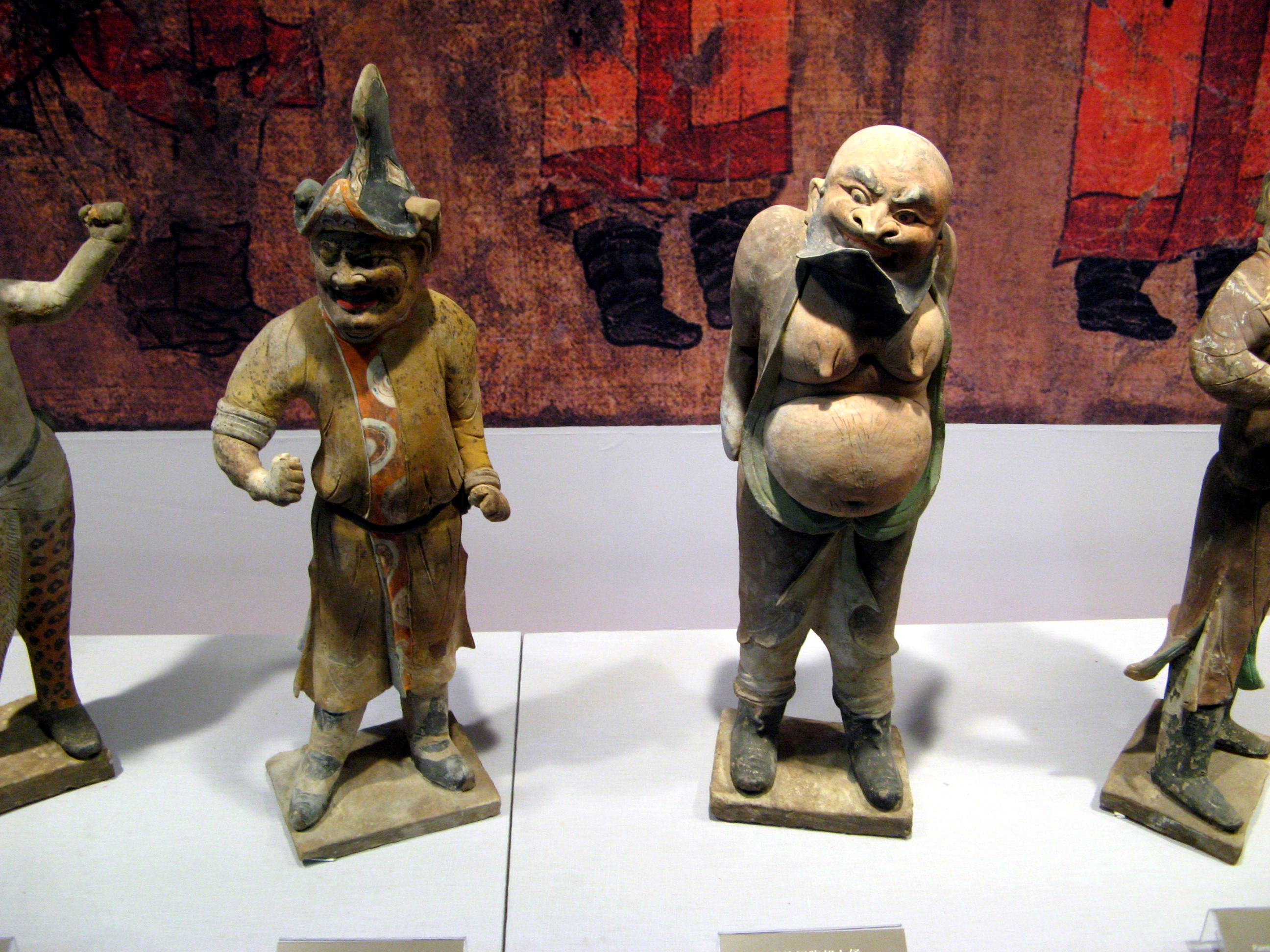
Estrangeiros
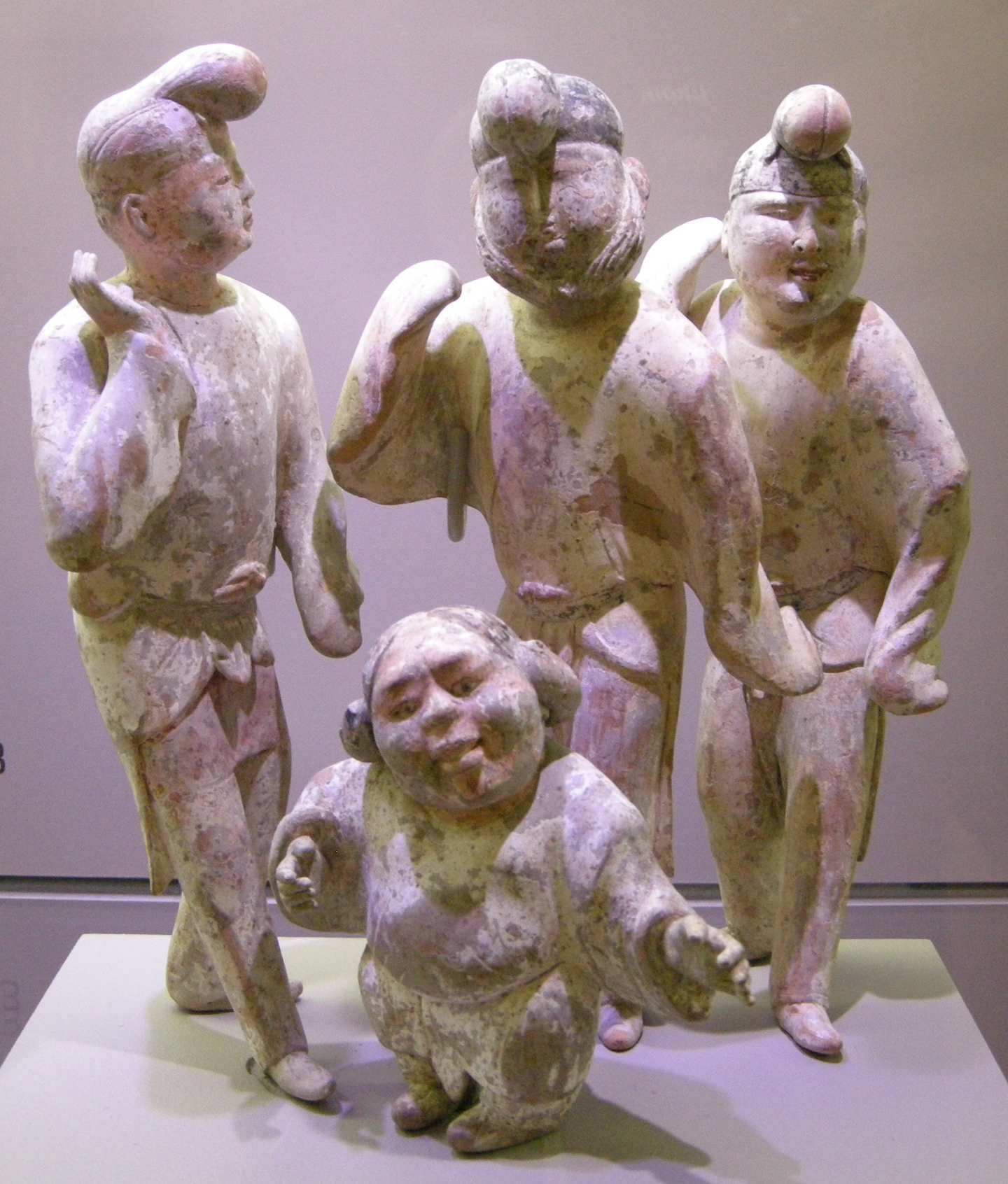
Grupo de atores
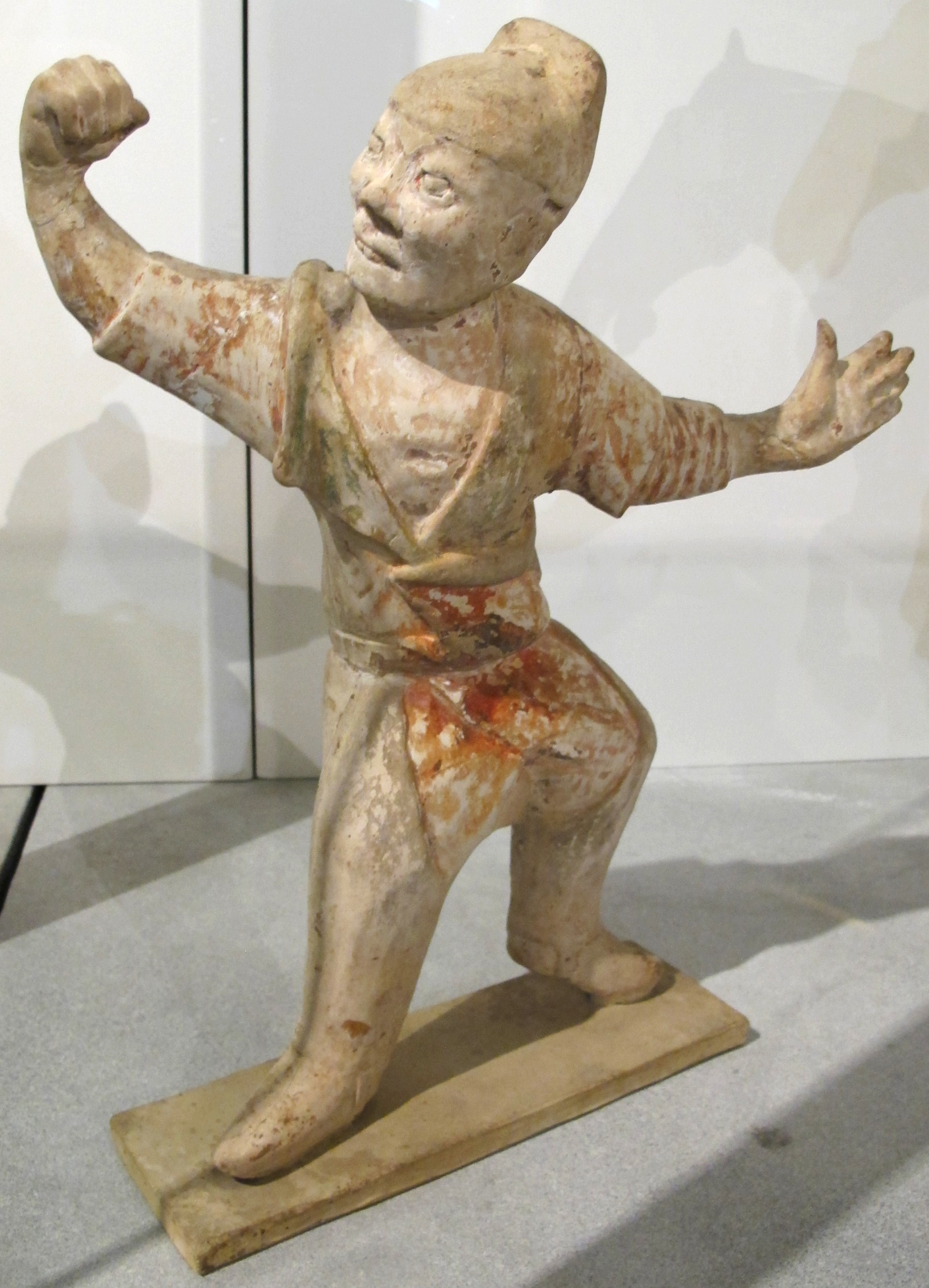
Valete controlando cavalo, com corda perdida.

### Animais

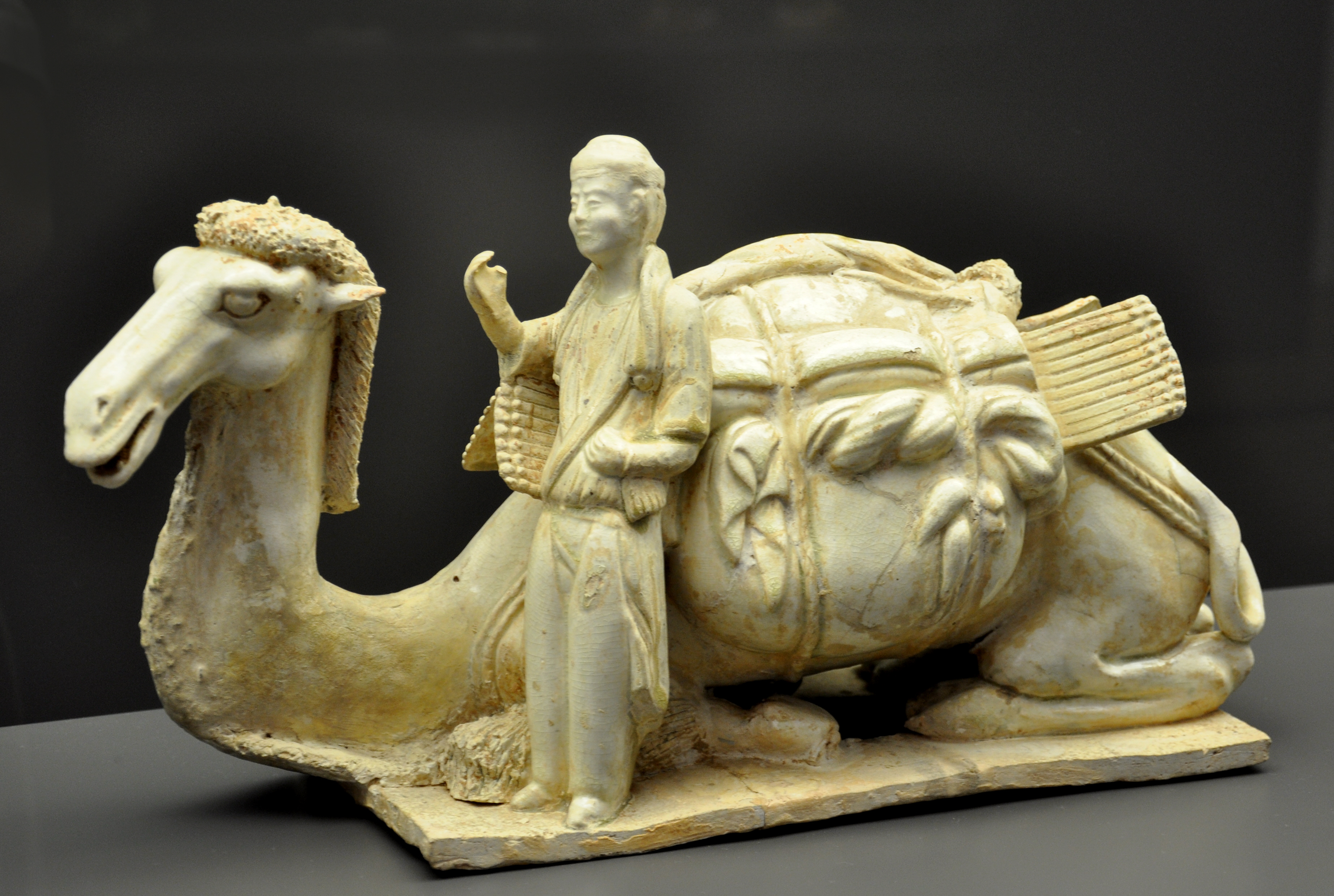
Camelo com carga, neste caso chinesa

Os animais mais comuns, e os mais propensos a ser grandes e cuidadosamente modelados e decorados, são cavalos e camelos. Ambos os tipos variavam desde animais sem arnês e selaria para aqueles com arreios elaboradamente detalhados, e transportando cavaleiros ou, no caso de camelos, cargas pesadas de mercadorias. Pelo menos dois camelos famosos carregam uma pequena orquestra humana..  Cães e animais de fazenda, além de alguns touros de até cerca de 30 cm de altura, são mais propensos a ser pequenos e não vidrados.
Junto com personalidades e oficiais guardiões, as estátuas de cavalos são o tipo principal de figuras do túmulos que são também conhecidas em outras cofecções, como bronze dourado ou pedra, e alguns túmulos ricos também contêm tais figuras em metal.  Os camelos às vezes podiam pertencer a túmulos de pessoas ricas em comércio, mas também parecem ter sido associadas à riqueza em geral. Muitas vezes, eles são mostrados com as cabeças levantadas e as bocas abertas e, nos melhores modelos, as áreas principais no pescoço e no topo das pernas são cuidadosamente texturizadas na argila. Os cavalos são os "cavalos celestiai" de Ferghana no oeste, que sob a dinastia Tang eram mais comuns na China e deixaram de ser uma raridade muito apreciada.  Estes também foram feitos em cerâmica sob a dinastia Han; Os exemplos Tang são mais realistas, talvez menos expressivo.

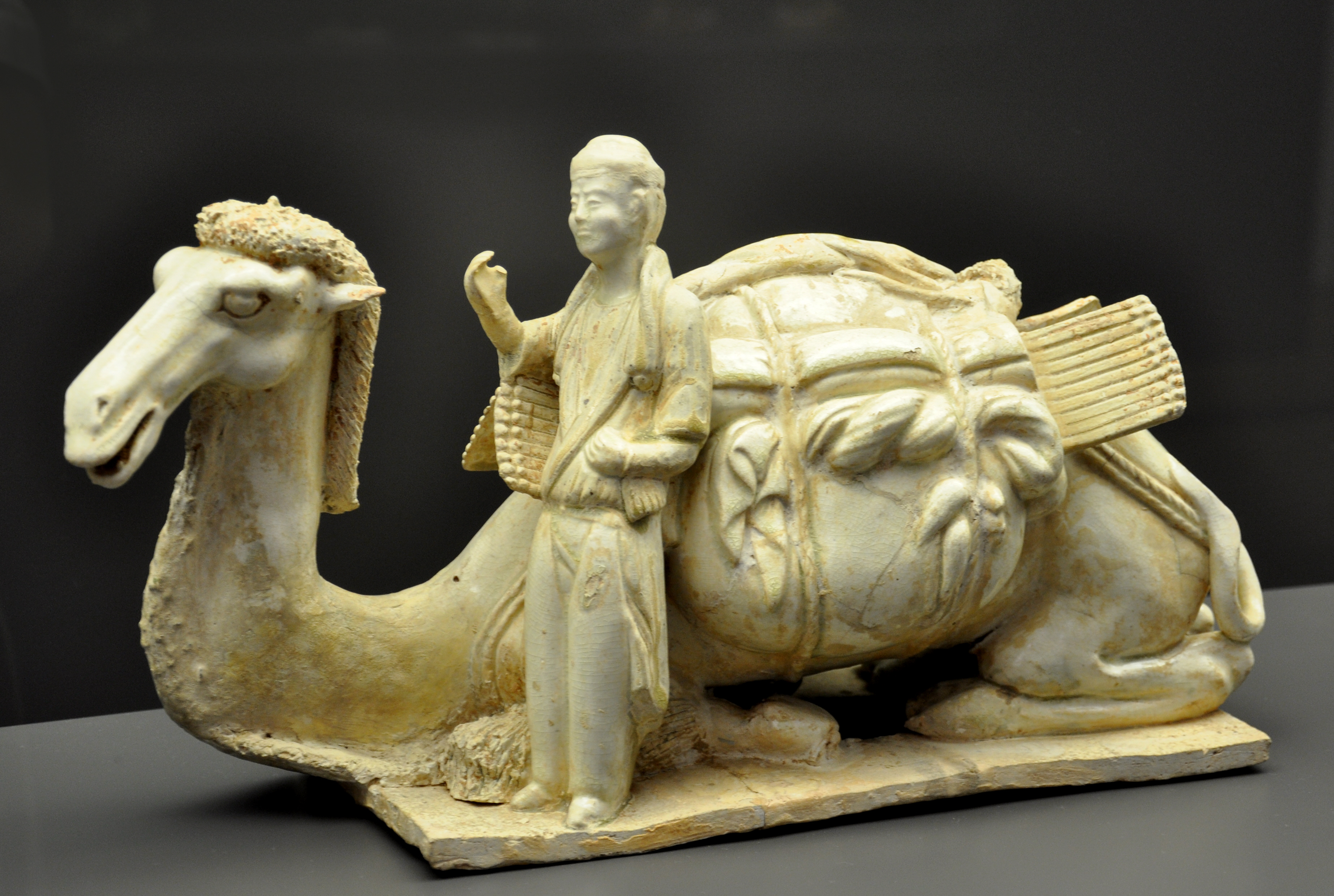
Loaded camel with rider, in this case Chinese

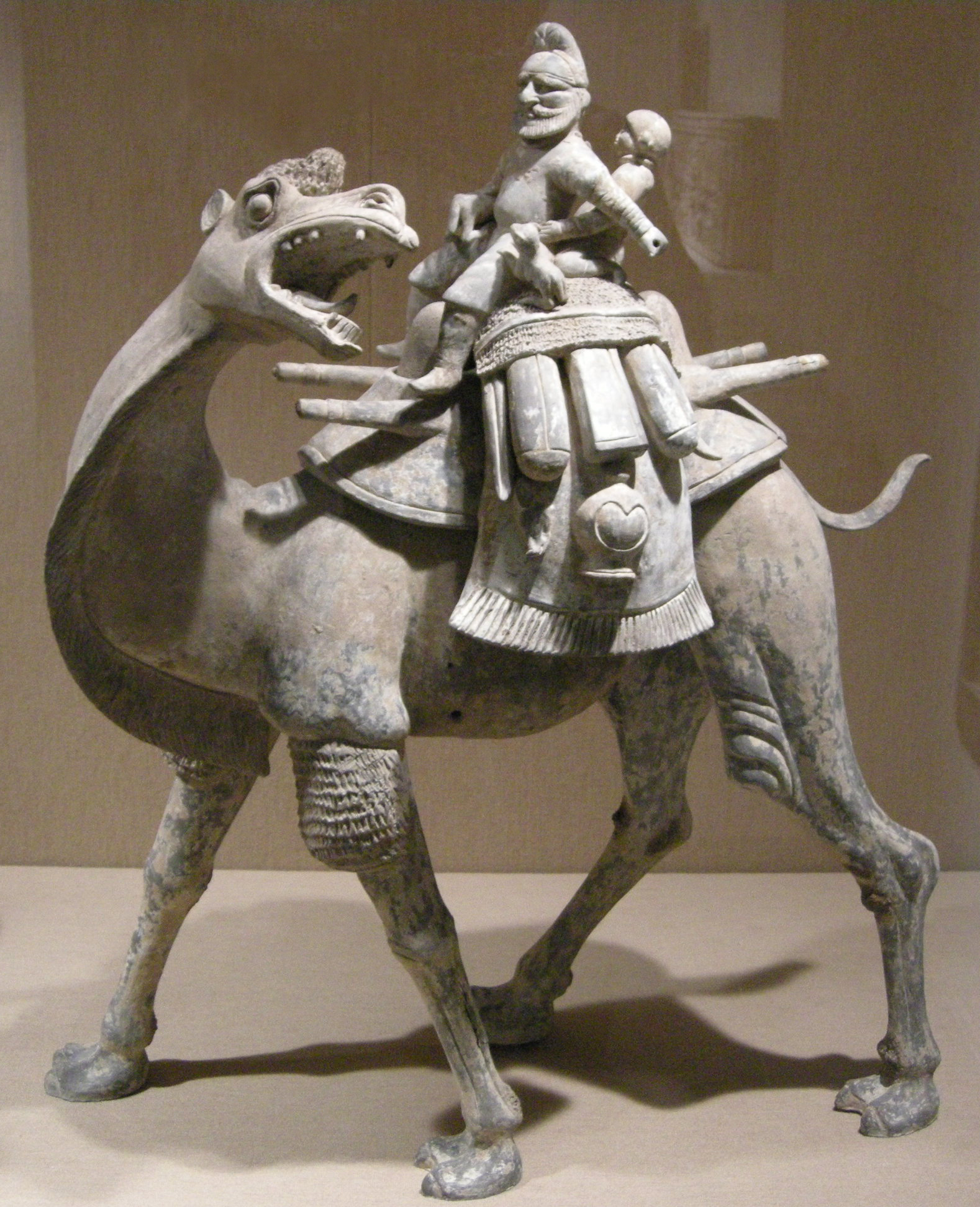
Camelo não esmaltado - com cavaleiro sogdiano
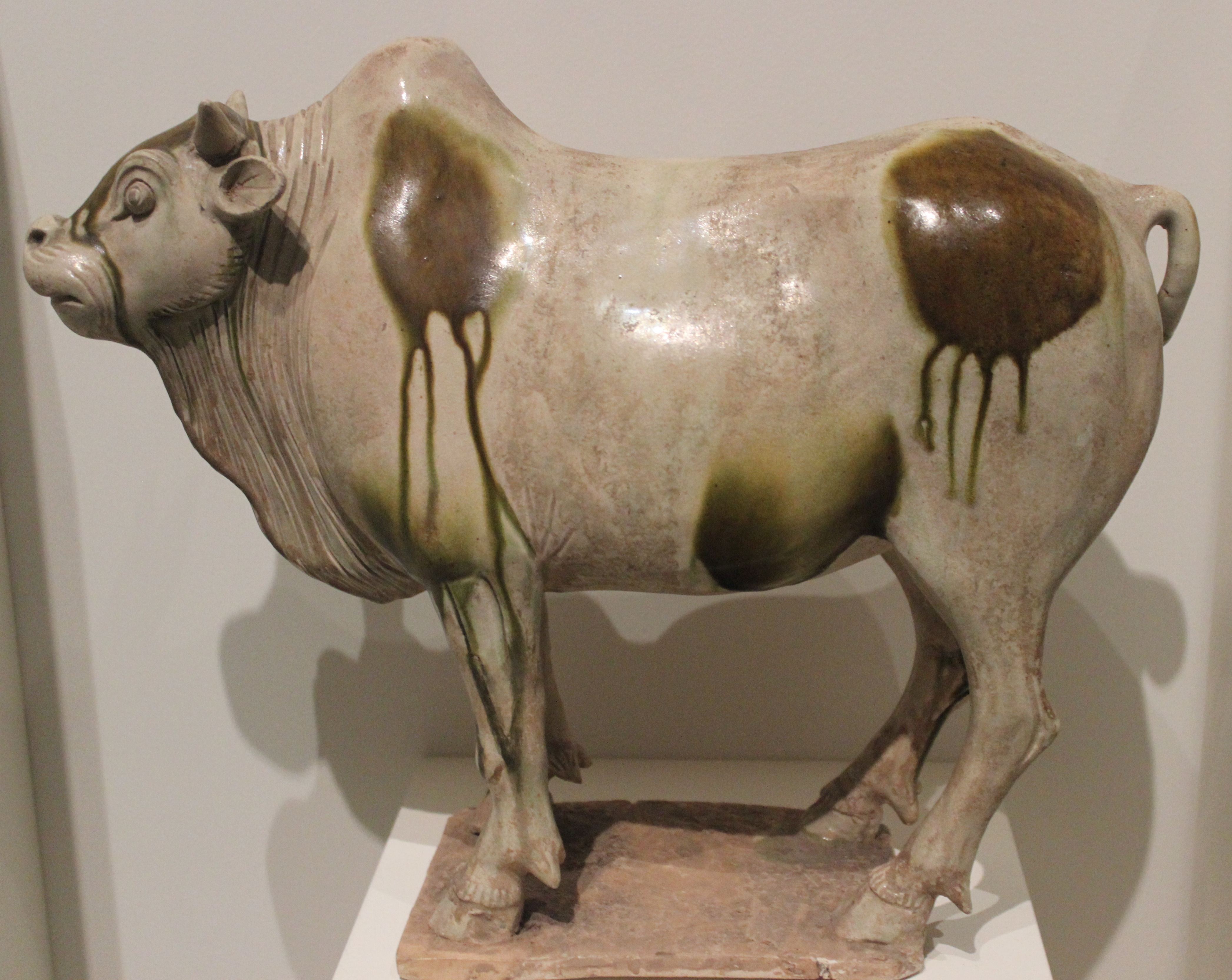
Toro esmaltado
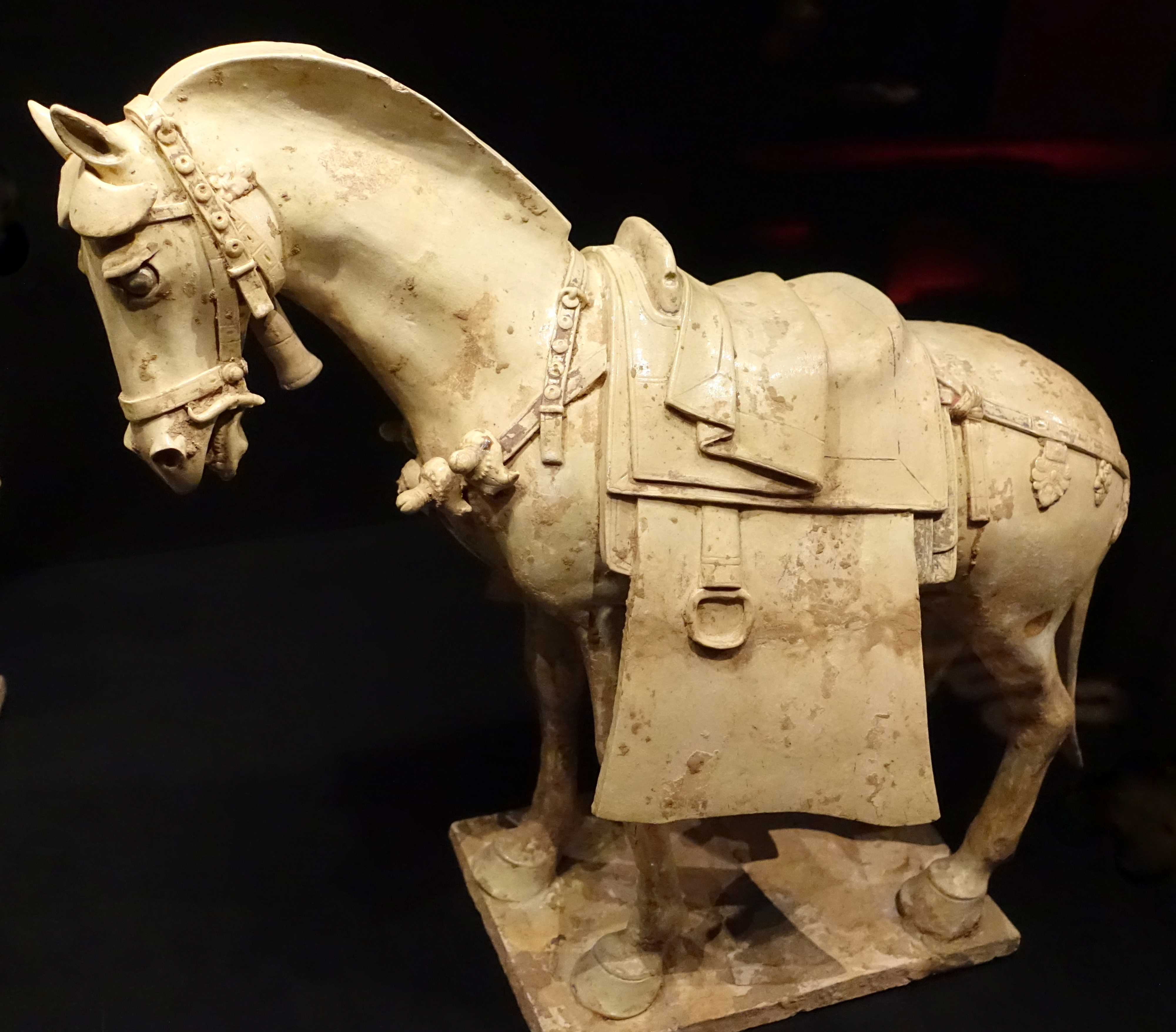
Cavalo com  arreios elaborados, início dos 600
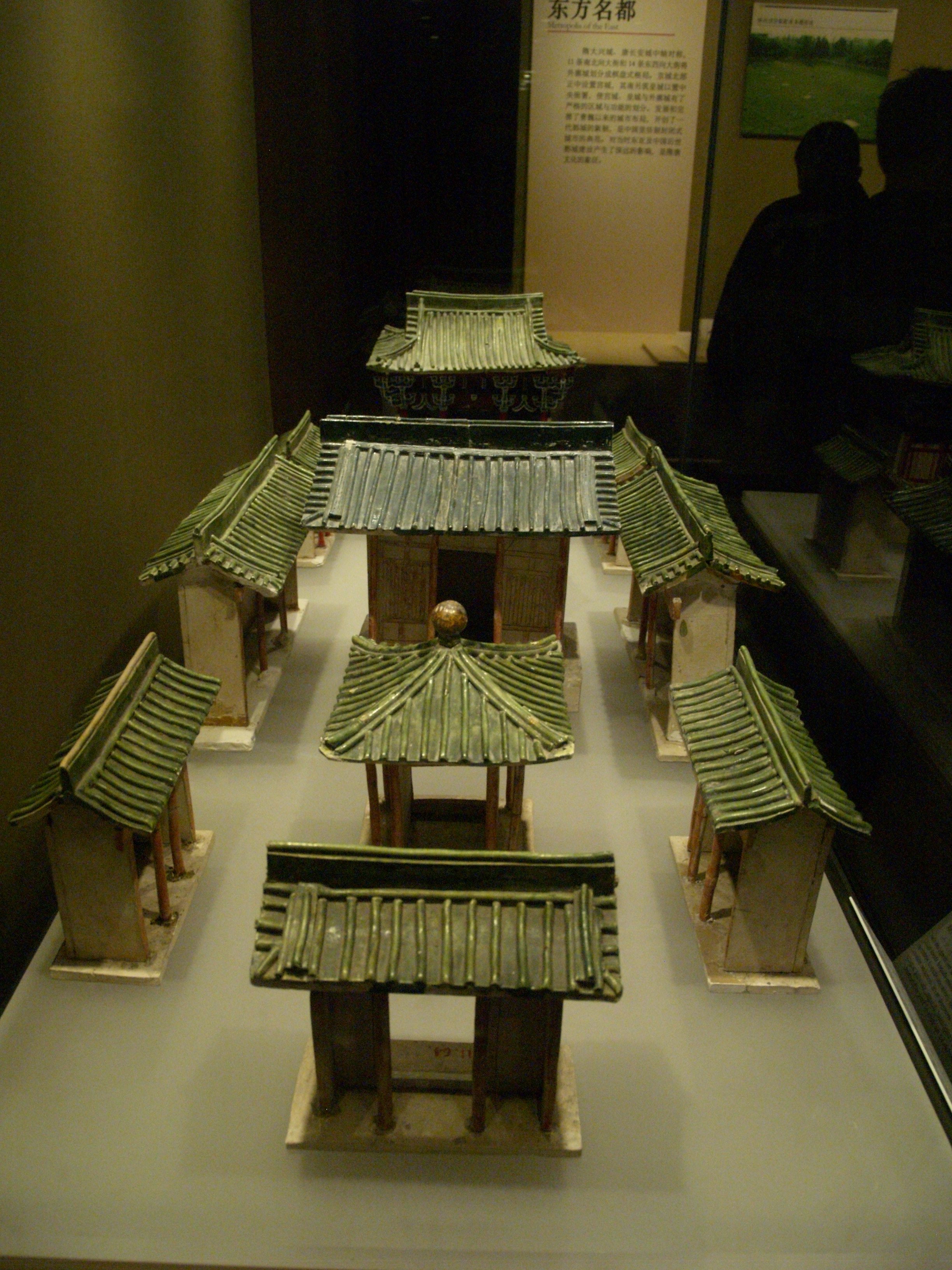
Modelo de uma casa com pátio em torno

### Guardiões
Os quatro guardiões do túmulo eram padrão em túmulos ricos, tipicamente um em cada canto: um par de "espíritos da terra" ou "zhenmushou" e "guardiões guerreiros  lokapala  ou  zhenmuyong . As figuras são tipicamente a maior e mais elaborada em uma tumba, e muitas vezes tem sido muito mais difícil de modelar e disparar. Eles são mais propensos a serem vitrificados em  sancai , embora muitos exemplos muito elaborados não sejam.
As figuras podem ter sido consideradas responsáveis pela proteção aos vivos, impedindo os espíritos dos mortos de vagarem erroneamente pelo mundo fora do túmulo, além de proteger o túmulo das intrusões por ladrões ou espíritos; os espíritos terrestres aparentemente estavam associados ao primeiro papel, e os lokapala with the second.
Os  lokapala  também foram encontrados acima do solo em templos budistas, em pedra ou madeira. Eles parecem representar uma fusão de guardiões tradicionais Daoistas, que remontam à Dinastia Han], e os "Reis Celestiais" budistas "dvarapala", dos quais havia em teoria quatro, embora muitas vezes apenas dois foram retratados em outras culturas budistas. Estes também foram mostrados como "um fabuloso ser humano semi-humano com olhos saltados, boca furiosamente aberta e braços e pernas poderosos". Considerando que as versões indianas enfatizaram os atributos reais, na China eles foram "transformados em generais dinâmicos idealizados ",  com armadura elaborada, muitas vezes com detalhes em relevo.
Na primeira fase da era Tang, as poses eram menos dramáticas, de pé com pernas retas e segurando uma arma (hoje geralmente perdida) em repouso. No século VIII, as poses elaboradas em contrapposto 'oram desenvolvidas, tipicamente com um pé mais alto do que o outro, pois se apoia em um demônio conquistado ou num animal ou anão e um braço erguido, brandindo uma arma, enquanto o outro está curvado e descansa no quadril, em uma pose combinando ferocidade e indiferença.
Os espíritos terrestres são ainda mais fantásticos, com corpos de animais, muitas vezes incluindo asas brotando das partes superiores das pernas dianteiras. As cabeças são muitas vezes diferentes, com um semi-humano e outro, talvez com base em um leão rosnado. Ambos têm "chifres e cristas como chamas ou grandes cristas de galo", tipicamente ainda maior no tipo leão, enquanto o tipo semi-humano pode ter grandes orelhas largas. Muitas vezes, os rostos do tipo leão são vidrados e o tipo semi-humano não. Embora mencionados na literatura dos Han, eles só aparecem na arte a partir do século VI em diante, apparently developing from masks worn in the "devil-clearing ceremony at the New Year.
Havia também figuras mais convencionais de leões grunhindo, relativamente pequenas e geralmente em sancai esmaltado. Como os conjuntos de figuras do zodíaco, estes continuaram após a era Tang, mas os elaborados "espíritos da Terra" e "lokapala  não.

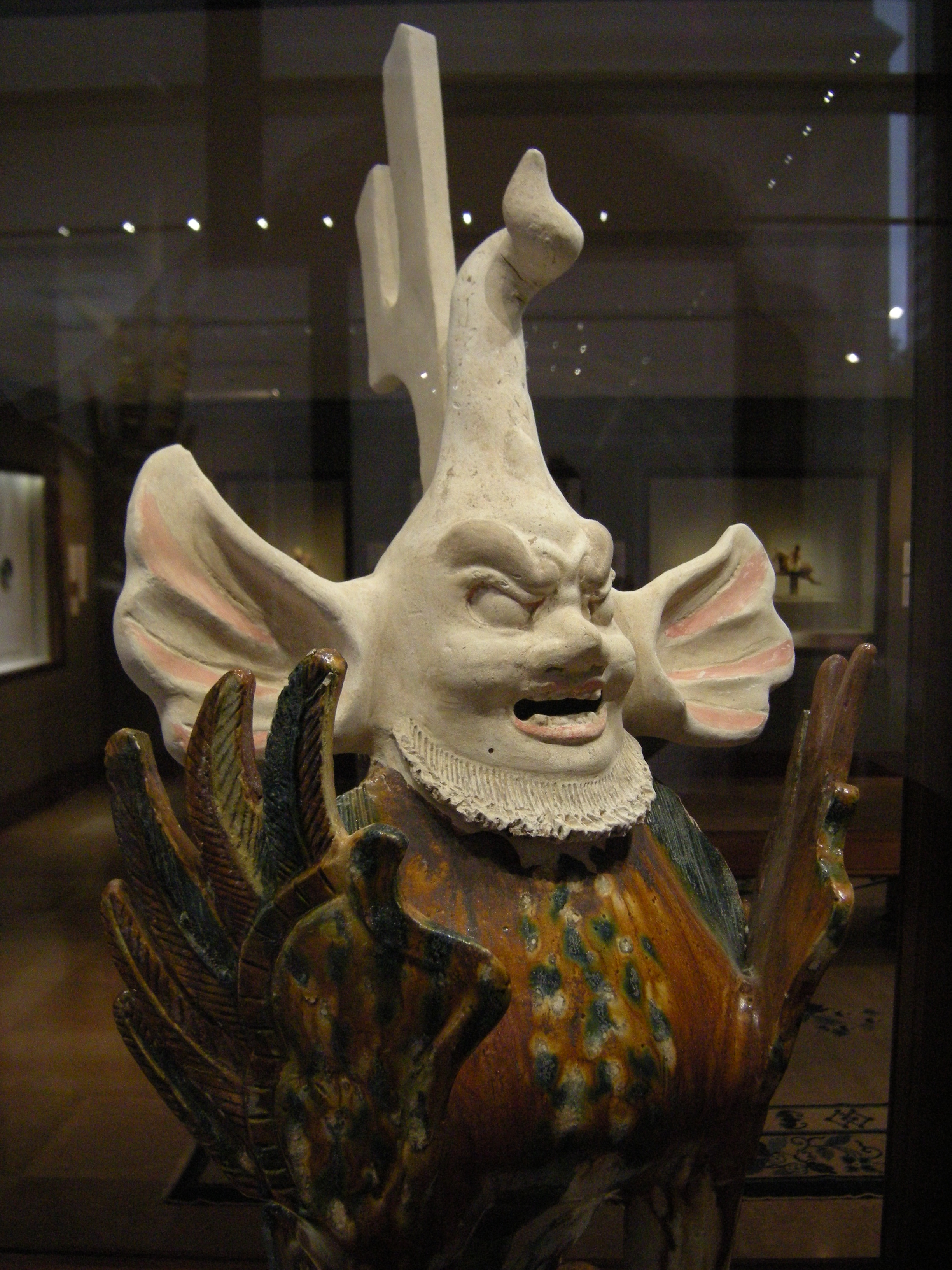
Rosto não esmaltado de um espírito da Terra do tipo semi-humano

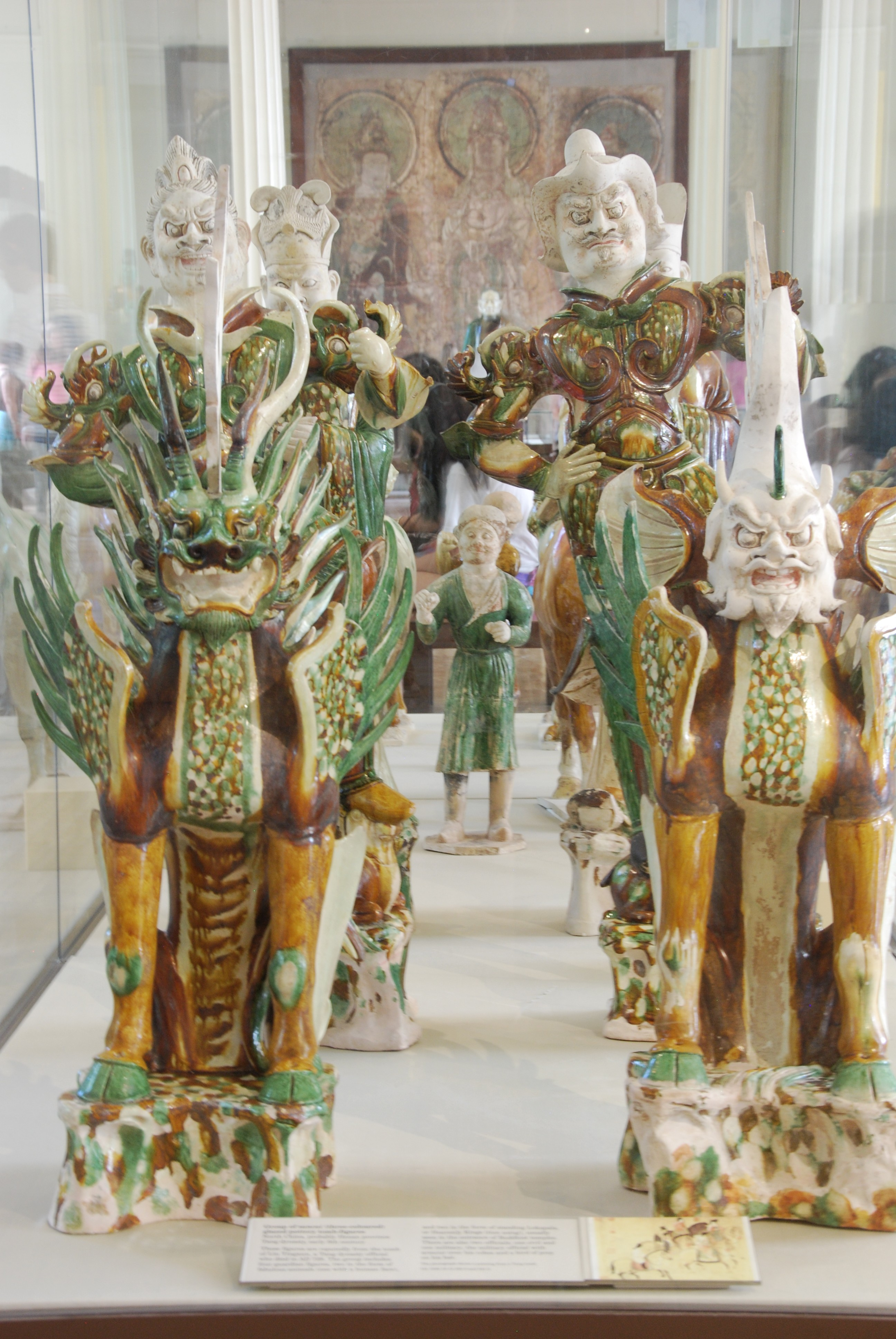
Figuras de tumba da era Tang - Liu Tingxun: Dois espíritos terrestres na frente, dois Lokapala atrás
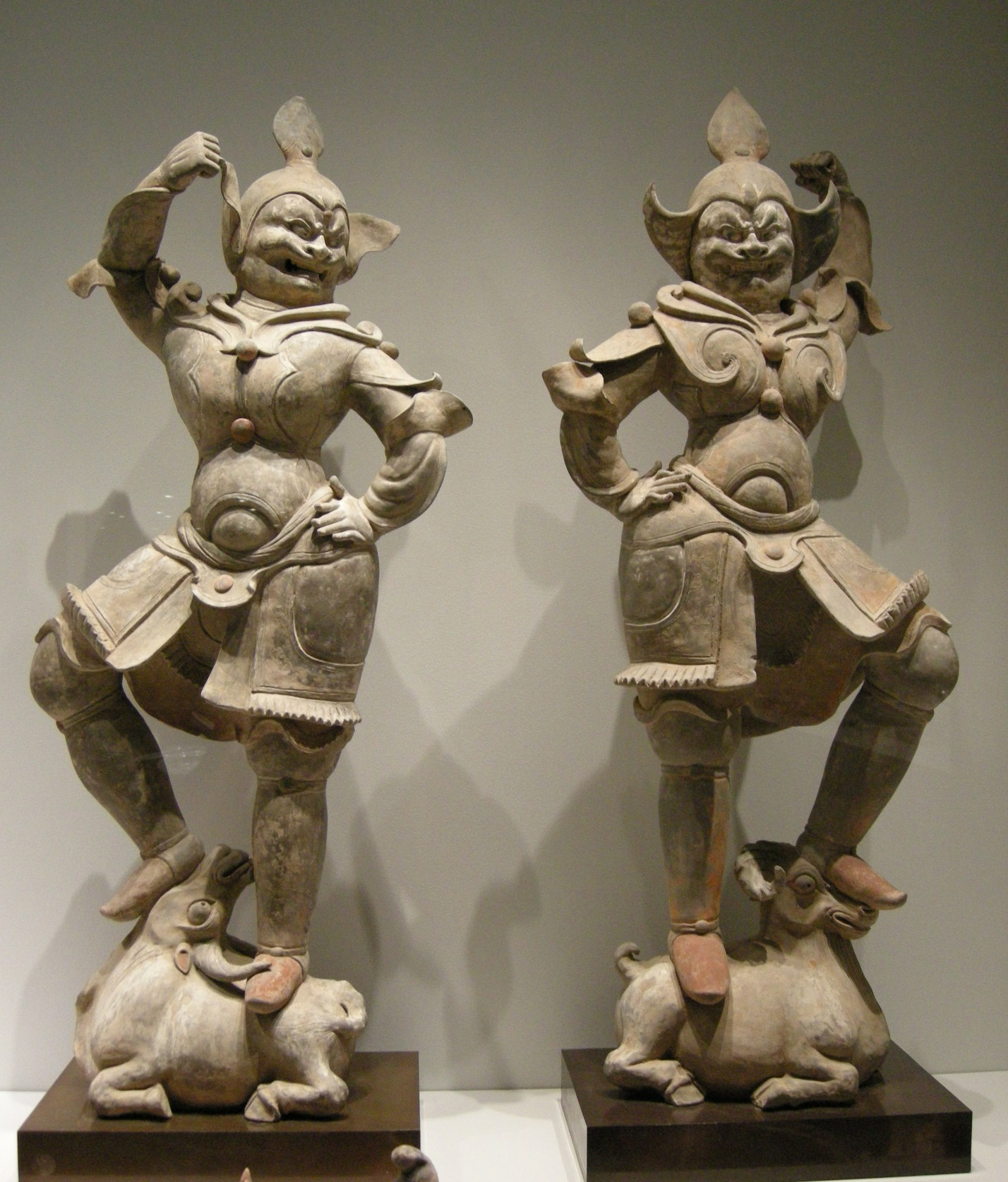
Par de Lokapalas
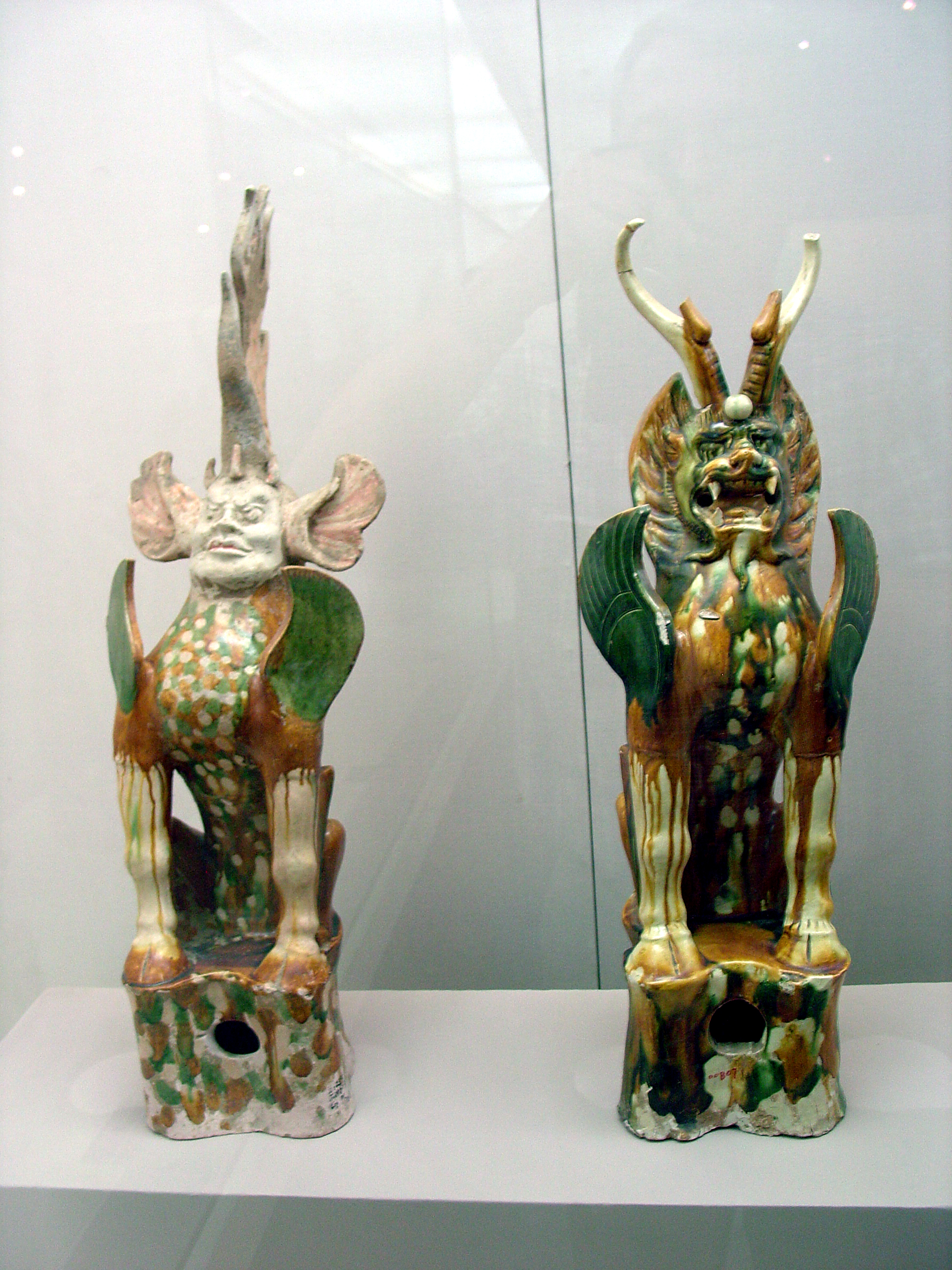
Par de espíritos da terra
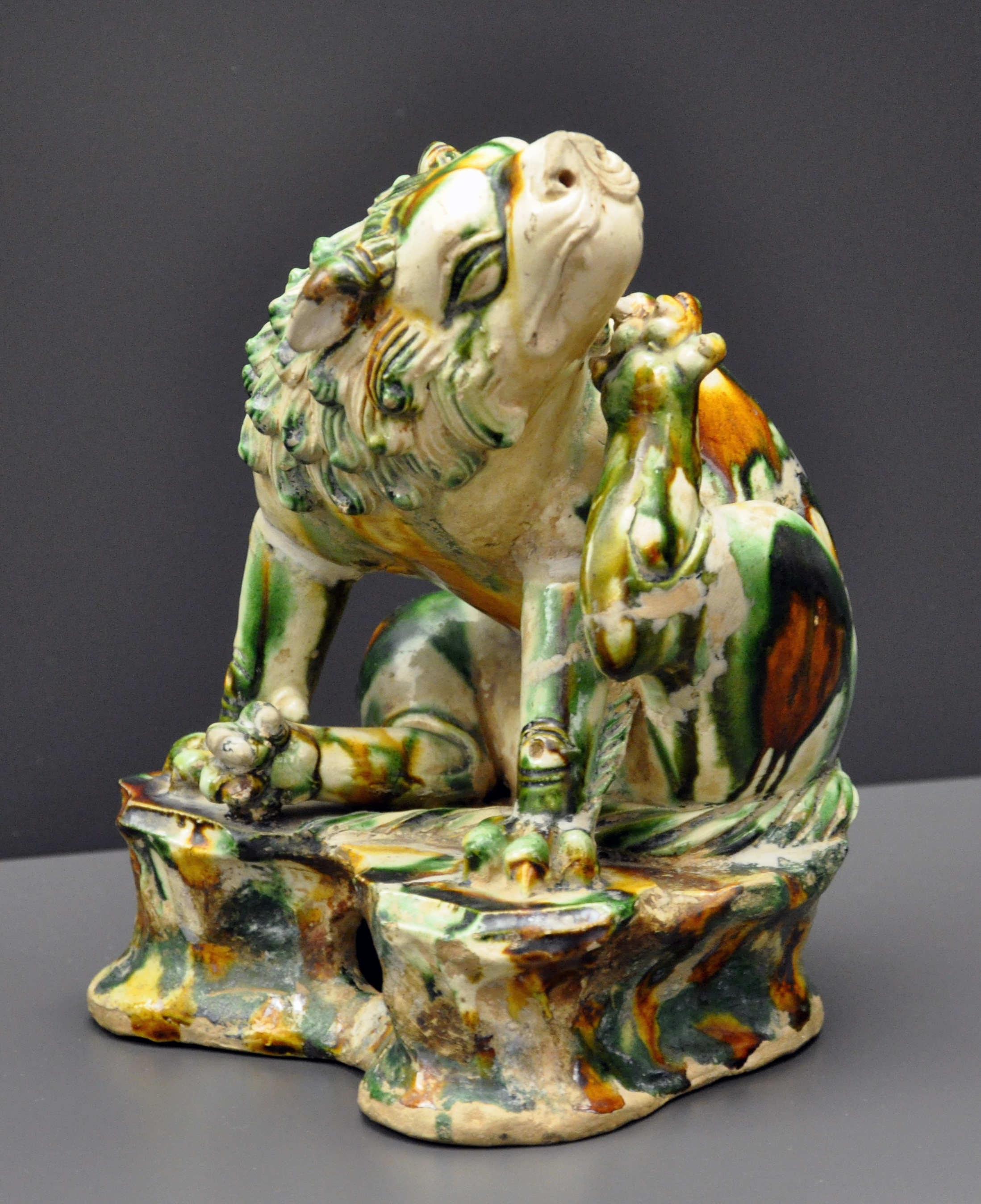
Leão